# Список дополнений и приключений Hearthstone
В этом списке перечислены все выпущенные для коллекционной карточной игры Hearthstone типы загружаемого контента: приключения (англ. Adventures), дополнения (англ. Expansions) вместе с мини-наборами (англ. Mini-sets) и наборы (англ. Card sets) в порядке их выхода по европейскому времени. Раньше c 2014 по 2016 годы в один календарный год происходило 3 выпуска загружаемого контента для Hearthstone, причём выпуск дополнений чередовался с выпуском приключений, однако с 2017 года разработчиками было принято решение о приостановке выпуска приключений как индивидуального типа загружаемого контента, и с 2017 по 2020 годы выходили только дополнения. С 2021 года в середине пути между дополнениями стали выпускаться небольшие мини-наборы, тематически связанные с предшествующими им дополнениями и считающиеся их частью. Таким образом, с 2021 года и по сей день в календарный год происходит 6 выпусков загружаемого контента. Ещё же один тип контента — наборы — выходит лишь разово в случае необходимости добавления новых определённых карт при каких-либо серьёзных изменениях или нововведениях в игре. Все эти 3 типа загружаемого контента распространяются в отдельных друг от друга комплектах.
Введение «Приключений»
В июле 2014 года вышло первое в игре приключение «Проклятие Наксрамаса». Приключения содержат в себе небольшое количество новых карт, от 30 до 45 штук, и являются платным внутриигровым PvE-режимом, обладающими собственной сюжетной линией, следуя которой, игрок должен последовательно уничтожать боссов. За победу над каждым из них он получает уникальные карты в собственную коллекцию. Каждое из приключений состоит из нескольких разделов (т. н. «крыльев» (англ. Wings)), выпускаемых разработчиками последовательно в течение нескольких недель. Каждый из разделов или все полностью могут быть приобретены игроком за платную или бесплатную игровые валюты.
Введение «Дополнений»
В декабре 2014 года вышло первое в игре дополнение «Гоблины и гномы». Дополнения являются основным загружаемым контентом и содержат гораздо больше новых карт, чем приключения и мини-наборы: сначала их было 123 штуки, а после введения в игру новых классов и прочих изменений количество карт увеличилось до 183. Дополнения не содержат в себе никакого внутриигрового PvE-режима, а их карты можно получить, создав их за чародейную пыль, или открывая наборы карт соответствующего дополнения, приобретаемые за платную или бесплатную игровые валюты.
Введение «Стандартного формата», «Вольного формата» и «года Hearthstone»
В 2016 году вместе с выпуском дополнения «Пробуждение древних богов» Blizzard Entertainment произвели радикальные перемены в режиме рейтинговой игры, приведшие к разделению её на «Стандартный формат» и «Вольный формат». По словам Бена Броуда, это было связано с «серьёзными затруднениями в создании новых карт», так как приходилось учитывать весь перечень возможных комбинаций. По этой же причине была проведена крупнейшая со времён бета-тестирования ребалансировка карт «Классического набора». Теперь у «Стандартного формата» появился годовой цикл, и каждый год в игре стал называться по названию одного из зодиакальных созвездий в ночном небе Азерота, и уже каждый игровой год после выхода в нём первого дополнения из «Стандартного формата» стали исключаться наборы карт старше двух лет. Таким образом, первый игровой 2016 год был назван «годом Кракена», а наборы 2014 года «Проклятие Наксрамаса» и «Гоблины и гномы» первыми были удалены из «Стандартного формата».
Введение «Одиночных приключений»
В 2017 году приключения стали внедрять в дополнения в виде бесплатного или платного контента. Эти приключения награждают игроков не определёнными коллекционными картами, а наборами карт для соответствующего дополнения и косметическими бонусами. Начиная с дополнения 2017 года «Рыцари Ледяного Трона» и заканчивая дополнением 2020 года «Руины Запределья», каждый набор стал включать в себя дополнительные однопользовательские миссии или приключения, тематически связанные с дополнением и иллюстрирующие его историю и персонажей. Далее с сентября 2020 по июнь 2022 года периодически выходили по одной 11 историй о героях и 10 историй о наёмниках в одиночных приключениях «Книга героев» и «Книга наёмников» соответственно, а наградой за прохождение стал набор карт класса, которым игрок пройдёт приключение. С 2021 года историю дополнений стали развивать соответствующие им мини-наборы, а одиночные приключения больше не выпускались.
Введение «Мини-наборов»
В 2021 году, чтобы активнее освежать игру и встряхивать застоявшуюся мету, было решено в середине пути между дополнениями выпускать по одному мини-набору, который вводит в игру небольшое количество новых карт: сначала их было 35 штук, а после добавления в игру 11 класса, «Рыцаря смерти», количество карт увеличилось до 38. В мини-наборах нет никаких приключений или миссий, они считаются частью предыдущего дополнения, имеют такой же водяной знак, но с картой на заднем плане, не имеют никаких новых игровых механик, а просто включают в себя уже знакомые механики, добавленные в течение текущего игрового года. Карты из мини-наборов можно получить как угодно: приобрести сразу весь набор за платную или бесплатную игровые валюты, создать карты из чародейной пыли, а также найти их в наборах карт соответствующего им дополнения. Родоначальником такого формата выхода контента является отдельное приключение 2020 года «Пробуждение Галакронда», а первым официальным мини-набором Hearthstone стали «Гонки Новолуния», выпущенные 21 января 2021 года.
Введение «Твиста»
В 2023 году в игру был введён режим «Твист». Он включает в себя несколько определённых, уже существующих дополнений, приключений или наборов, и в нём действуют особые правила игры или составления колод. С каждым сезоном наборы карт и правила для «Твиста» меняются на другие. Чуть позже стал выпускаться специальный набор «Вольного формата» «Пещеры Времени», который во многом создавался под режим «Твист».
| Дополнения, приключения, мини-наборы и наборы Hearthstone |                                                                  |             |                  |                                          |                                                                          |                               |                               |                               |                               |                               |                               |                               |                               |                               |                               |
| Год в игре                                                | Загружаемый контент                                              | Тип         | Дата введения    | Дата вывода из «Стандартного формата»    | Ключевые нововведения                                                    | Количество карт и их редкость | Количество карт и их редкость | Количество карт и их редкость | Количество карт и их редкость | Количество карт и их редкость | Количество карт и их редкость | Количество карт и их редкость | Количество карт и их редкость | Количество карт и их редкость | Количество карт и их редкость |
| Год в игре                                                | Загружаемый контент                                              | Тип         | Дата введения    | Дата вывода из «Стандартного формата»    | Ключевые нововведения                                                    | Обычн.                        | Обычн.                        | Редкие                        | Редкие                        | Эпичес.                       | Эпичес.                       | Легенд.                       | Легенд.                       | Всего                         | Всего                         |
| Без года                                                  | Основной набор (англ. Core)                                      | Набор       | 30 марта 2021    | Обновляемый набор «Стандартного формата» | В наборе периодически происходит ротация карт                            | 155                           | 155                           | 59                            | 59                            | 29                            | 29                            | 41                            | 41                            | 284                           | 284                           |
| Без года                                                  | Прошлые наборы (англ. Legacy)                                    | Набор       | 30 марта 2021    | Особый набор «Вольного формата»          | Набор является хранилищем карт, выведенных из «Стандартного формата»     | 105                           | 105                           | 92                            | 92                            | 44                            | 44                            | 41                            | 41                            | 282                           | 425                           |
| Без года                                                  | Прошлые наборы (англ. Legacy)                                    | Набор       | 30 марта 2021    | Особый набор «Вольного формата»          | Набор является хранилищем карт, выведенных из «Стандартного формата»     | 143 карты без редкости        | 143 карты без редкости        | 143 карты без редкости        | 143 карты без редкости        | 143 карты без редкости        | 143 карты без редкости        | 143 карты без редкости        | 143 карты без редкости        | 143                           | 425                           |
| Без года                                                  | Пещеры Времени (англ. Caverns of Time)                           | Набор       | 31 августа 2023  | Обновляемый набор «Вольного формата»     | В наборе периодически происходит ротация карт                            | 54                            | 54                            | 45                            | 45                            | 23                            | 23                            | 25                            | 25                            | 147                           | 147                           |
| 1-2 годы (2014-2015)                                      | Проклятие Наксрамаса (англ. Curse of Naxxramas)                  | Приключение | 23 июля 2014     | 27 апреля 2016                           | —                                                                        | 18                            | 18                            | 4                             | 4                             | 2                             | 2                             | 6                             | 6                             | 30                            | 30                            |
| 1-2 годы (2014-2015)                                      | Гоблины и гномы (англ. Goblins vs. Gnomes)                       | Дополнение  | 9 декабря 2014   | 27 апреля 2016                           | Механизм                                                                 | 40                            | 40                            | 37                            | 37                            | 26                            | 26                            | 20                            | 20                            | 123                           | 123                           |
| 1-2 годы (2014-2015)                                      | Чёрная гора (англ. Blackrock Mountain)                           | Приключение | 3 апреля 2015    | 7 апреля 2017                            | —                                                                        | 15                            | 15                            | 11                            | 11                            | 0                             | 0                             | 5                             | 5                             | 31                            | 31                            |
| 1-2 годы (2014-2015)                                      | Большой турнир (англ. The Grand Tournament)                      | Дополнение  | 24 августа 2015  | 7 апреля 2017                            | Воодушевление, Поединок                                                  | 49                            | 49                            | 36                            | 36                            | 27                            | 27                            | 20                            | 20                            | 132                           | 132                           |
| 1-2 годы (2014-2015)                                      | Лига исследователей (англ. League of Explorers)                  | Приключение | 13 ноября 2015   | 7 апреля 2017                            | Раскопка                                                                 | 25                            | 25                            | 13                            | 13                            | 2                             | 2                             | 5                             | 5                             | 45                            | 45                            |
| Год Кракена (2016)                                        | Пробуждение древних богов (англ. Whispers of the Old Gods)       | Дополнение  | 27 апреля 2016   | 12 апреля 2018                           | К'Тун                                                                    | 50                            | 50                            | 36                            | 36                            | 27                            | 27                            | 21                            | 21                            | 134                           | 134                           |
| Год Кракена (2016)                                        | Вечеринка в Каражане (англ. One Night in Karazhan)               | Приключение | 12 августа 2016  | 12 апреля 2018                           | —                                                                        | 27                            | 27                            | 12                            | 12                            | 1                             | 1                             | 5                             | 5                             | 45                            | 45                            |
| Год Кракена (2016)                                        | Злачный город Прибамбасск (англ. Mean Streets of Gadgetzan)      | Дополнение  | 2 декабря 2016   | 12 апреля 2018                           | Трёхклассовые карты, Нефритовый голем                                    | 49                            | 49                            | 36                            | 36                            | 27                            | 27                            | 20                            | 20                            | 132                           | 132                           |
| Год Мамонта (2017)                                        | Экспедиция в Ун’Горо (англ. Journey to Un’Goro)                  | Дополнение  | 7 апреля 2017    | 9 апреля 2019                            | Адаптация, Задача, Элементаль, Яд                                        | 49                            | 49                            | 36                            | 36                            | 27                            | 27                            | 23                            | 23                            | 135                           | 135                           |
| Год Мамонта (2017)                                        | Рыцари Ледяного Трона (англ. Knights of the Frozen Throne)       | Дополнение  | 11 августа 2017  | 9 апреля 2019                            | Герой, Похищение жизни                                                   | 49                            | 49                            | 36                            | 36                            | 27                            | 27                            | 23                            | 23                            | 135                           | 135                           |
| Год Мамонта (2017)                                        | Кобольды и катакомбы (англ. Kobolds & Catacombs)                 | Дополнение  | 8 декабря 2017   | 9 апреля 2019                            | Вербовка                                                                 | 49                            | 49                            | 36                            | 36                            | 27                            | 27                            | 23                            | 23                            | 135                           | 135                           |
| Год Ворона (2018)                                         | Ведьмин лес (англ. The Witchwood)                                | Дополнение  | 12 апреля 2018   | 7 апреля 2020                            | Натиск, Эхо, Начало матча                                                | 49                            | 49                            | 36                            | 36                            | 27                            | 27                            | 23                            | 23                            | 135                           | 135                           |
| Год Ворона (2018)                                         | Проект Бумного дня (англ. The Boomsday Project)                  | Дополнение  | 7 августа 2018   | 7 апреля 2020                            | Магнетизм                                                                | 49                            | 49                            | 36                            | 36                            | 27                            | 27                            | 24                            | 24                            | 136                           | 136                           |
| Год Ворона (2018)                                         | Растахановы игрища (англ. Rastakhan's Rumble)                    | Дополнение  | 4 декабря 2018   | 7 апреля 2020                            | Сверхурон                                                                | 49                            | 49                            | 36                            | 36                            | 27                            | 27                            | 23                            | 23                            | 135                           | 135                           |
| Год Дракона (2019)                                        | Возмездие теней (англ. Rise of Shadows)                          | Дополнение  | 9 апреля 2019    | 30 марта 2021                            | Дуплет                                                                   | 49                            | 49                            | 37                            | 37                            | 26                            | 26                            | 24                            | 24                            | 136                           | 136                           |
| Год Дракона (2019)                                        | Спасители Ульдума (англ. Saviors of Uldum)                       | Дополнение  | 6 августа 2019   | 30 марта 2021                            | Перерождение                                                             | 49                            | 49                            | 36                            | 36                            | 27                            | 27                            | 23                            | 23                            | 135                           | 135                           |
| Год Дракона (2019)                                        | Натиск драконов (англ. Descent of Dragons)                       | Дополнение  | 10 декабря 2019  | 30 марта 2021                            | Галакронд, Воззвание, Побочная задача                                    | 49                            | 49                            | 36                            | 36                            | 27                            | 27                            | 28                            | 28                            | 140                           | 140                           |
| Год Дракона (2019)                                        | Пробуждение Галакронда (англ. Galakrond's Awakening)             | Приключение | 21 января 2020   | 30 марта 2021                            | —                                                                        | 15                            | 15                            | 12                            | 12                            | 4                             | 4                             | 4                             | 4                             | 35                            | 35                            |
| Год Дракона (2019)                                        | Иллидари-посвящённый (англ. Demon Hunter Initiate)               | Набор       | 2 апреля 2020    | 30 марта 2021                            | —                                                                        | 8                             | 8                             | 6                             | 6                             | 4                             | 4                             | 2                             | 2                             | 20                            | 20                            |
| Год Феникса (2020)                                        | Руины Запределья (англ. Ashes of Outland)                        | Дополнение  | 7 апреля 2020    | 12 апреля 2022                           | Охотник на демонов, Изгой, Спячка                                        | 52                            | 52                            | 35                            | 35                            | 23                            | 23                            | 25                            | 25                            | 135                           | 135                           |
| Год Феникса (2020)                                        | Некроситет (англ. Scholomance Academy)                           | Дополнение  | 6 августа 2020   | 12 апреля 2022                           | Резонанс, Двухклассовые карты                                            | 52                            | 52                            | 35                            | 35                            | 23                            | 23                            | 25                            | 25                            | 135                           | 135                           |
| Год Феникса (2020)                                        | Ярмарка безумия (англ. Madness at the Darkmoon Faire)            | Дополнение  | 17 ноября 2020   | 12 апреля 2022                           | Порча                                                                    | 54                            | 70                            | 32                            | 46                            | 24                            | 25                            | 25                            | 29                            | 135                           | 170                           |
| Год Феникса (2020)                                        | Гонки Новолуния (англ. Darkmoon Races)                           | Мини-набор  | 21 января 2021   | 12 апреля 2022                           | —                                                                        | 16                            | 70                            | 14                            | 46                            | 1                             | 25                            | 4                             | 29                            | 35                            | 170                           |
| Год Грифона (2021)                                        | Закалённые степями (англ. Forged in the Barrens)                 | Дополнение  | 30 марта 2021    | 11 апреля 2023                           | Бешенство, Школы заклинаний                                              | 50                            | 66                            | 35                            | 49                            | 25                            | 26                            | 25                            | 29                            | 135                           | 170                           |
| Год Грифона (2021)                                        | Пещеры Стенаний (англ. Wailing Caverns)                          | Мини-набор  | 3 июня 2021      | 11 апреля 2023                           | —                                                                        | 16                            | 66                            | 14                            | 49                            | 1                             | 26                            | 4                             | 29                            | 35                            | 170                           |
| Год Грифона (2021)                                        | Сплочённые Штормградом (англ. United in Stormwind)               | Дополнение  | 3 августа 2021   | 11 апреля 2023                           | Можно обменять, Цепочка заданий                                          | 50                            | 66                            | 35                            | 49                            | 25                            | 26                            | 25                            | 29                            | 135                           | 170                           |
| Год Грифона (2021)                                        | Мёртвые копи (англ. Deadmines)                                   | Мини-набор  | 2 ноября 2021    | 11 апреля 2023                           | —                                                                        | 16                            | 66                            | 14                            | 49                            | 1                             | 26                            | 4                             | 29                            | 35                            | 170                           |
| Год Грифона (2021)                                        | Разделённые Альтераком (англ. Fractured in Alterac Valley)       | Дополнение  | 7 декабря 2021   | 11 апреля 2023                           | Почётная победа                                                          | 50                            | 66                            | 35                            | 49                            | 25                            | 26                            | 25                            | 29                            | 135                           | 170                           |
| Год Грифона (2021)                                        | Логово Ониксии (англ. Onyxia's Lair)                             | Мини-набор  | 15 февраля 2022  | 11 апреля 2023                           | —                                                                        | 16                            | 66                            | 14                            | 49                            | 1                             | 26                            | 4                             | 29                            | 35                            | 170                           |
| Год Гидры (2022)                                          | Путешествие в Затонувший город (англ. Voyage to the Sunken City) | Дополнение  | 12 апреля 2022   | Будет выведен в 2024 году                | Улов, Гигант +X, Нага                                                    | 50                            | 66                            | 35                            | 49                            | 25                            | 26                            | 25                            | 29                            | 135                           | 170                           |
| Год Гидры (2022)                                          | Трон Приливов (англ. Throne of the Tides)                        | Мини-набор  | 1 июня 2022      | Будет выведен в 2024 году                | —                                                                        | 16                            | 66                            | 14                            | 49                            | 1                             | 26                            | 4                             | 29                            | 35                            | 170                           |
| Год Гидры (2022)                                          | Убийство в замке Нафрия (англ. Murder at Castle Nathria)         | Дополнение  | 2 августа 2022   | Будет выведен в 2024 году                | Насыщение, Область                                                       | 50                            | 66                            | 35                            | 49                            | 25                            | 26                            | 25                            | 29                            | 135                           | 170                           |
| Год Гидры (2022)                                          | Неисправимые преступники (англ. Maw and Disorder)                | Мини-набор  | 27 сентября 2022 | Будет выведен в 2024 году                | —                                                                        | 16                            | 66                            | 14                            | 49                            | 1                             | 26                            | 4                             | 29                            | 35                            | 170                           |
| Год Гидры (2022)                                          | Путь Артаса (англ. Path of Arthas)                               | Набор       | 6 декабря 2022   | Будет выведен в 2024 году                | —                                                                        | 12                            | 12                            | 8                             | 8                             | 3                             | 3                             | 3                             | 3                             | 26                            | 26                            |
| Год Гидры (2022)                                          | Марш Короля-лича (англ. March of the Lich King)                  | Дополнение  | 6 декабря 2022   | Будет выведен в 2024 году                | Рыцарь смерти, Трупы, Руны, Нежить, Жажда маны (X), Двухтиповые существа | 53                            | 69                            | 38                            | 55                            | 27                            | 28                            | 27                            | 31                            | 145                           | 183                           |
| Год Гидры (2022)                                          | Возвращение в Наксрамас (англ. Return to Naxxramas)              | Мини-набор  | 14 февраля 2023  | Будет выведен в 2024 году                | —                                                                        | 16                            | 69                            | 17                            | 55                            | 1                             | 28                            | 4                             | 31                            | 38                            | 183                           |
| Год Волка (2023)                                          | Фестиваль легенд (англ. Festival of Legends)                     | Дополнение  | 11 апреля 2023   | Будет выведен в 2025 году                | Финал, Сверхисцеление                                                    | 53                            | 69                            | 38                            | 55                            | 27                            | 28                            | 27                            | 31                            | 145                           | 183                           |
| Год Волка (2023)                                          | Аудиопокалипсис (англ. Audiopocalypse)                           | Мини-набор  | 31 мая 2023      | Будет выведен в 2025 году                | —                                                                        | 16                            | 69                            | 17                            | 55                            | 1                             | 28                            | 4                             | 31                            | 38                            | 183                           |
| Год Волка (2023)                                          | Титаны (англ. TITANS)                                            | Дополнение  | 1 августа 2023   | Будет выведен в 2025 году                | Титан, Ковка                                                             | 53                            | 53                            | 38                            | 38                            | 27                            | 27                            | 27                            | 27                            | 145                           | 145                           |
| Всего карт                                                | Всего карт                                                       | Всего карт  | Всего карт       | Всего карт                               | Всего карт                                                               | 1758                          | 1758                          | 1241                          | 1241                          | 745                           | 745                           | 745                           | 745                           | 4632                          | 4632                          |

Год Пегаса. Дополнение Мастерская чудастера
colspan="6" style="background-color:#f3f573;" |Всего карт
| colspan="2" style="background-color:#f0f0f0;" |1758
| colspan="2" style="background-color:#e0edff;" |1241
| colspan="2" style="background-color:#f7e0ff;" |745
| colspan="2" style="background-color:#fff0d1;" |745
| colspan="2" style="background-color:#feffc9;" |4632

## Основной набор
«Основной набор» был выпущен 30 марта 2021 года вместе с дополнением «Закалённые степями» и сетом «Прошлые наборы». Он заменил собой «Базовый набор» и «Классический набор», которые в этот же день ушли в «Вольный формат» в специально созданный для них сет «Прошлые наборы». Особенностью «Основного набора» является ежегодная ротация карт в нём с началом нового года в Hearthstone, и он является бесплатным для игроков. Раньше, если некоторые «стандартные» карты плохо вписывались в придуманную Blizzard концепцию, их из «Стандартного формата» отправляли в «Вольный формат» в специально созданный для этого сет «Зал славы»; теперь же появился «Основной набор», который обновляется каждый год, тем самым мета сильнее освежается и приводится в более сбалансированное состояние: одни карты в наборе заменяются на другие из «Вольного формата», вторые — остаются, у третьих — изменяются характеристики, стоимость или эффект, четвёртые — просто добавляются как новые, по мере необходимости. Если «базовые» карты, которые не имеют никакой редкости в «Прошлых наборах», попадают и в «Основной набор», то здесь эти версии карт обзаводятся какой-либо редкостью (обычной, редкой, эпической или легендарной).
30 марта 2021 года сразу после выпуска «Основного набора» в нём насчитывалось 235 карт: некоторые старые карты из «Вольного формата», многие карты из «Базового набора» и «Классического набора», а также переработанные версии популярных карт и 31 совершенно новую карту.
12 апреля 2022 года, вместе с началом нового года в Hearthstone — «года Гидры» — из «Основного набора» было убрано 57 карт и добавлено 72. Таким образом, количество карт в нём увеличилось с 235 до 250 штук. В набор добавили только популярные старые карты, некоторые из которых были предварительно усилены для соответствия текущей мете.
6 декабря 2022 года, вместе с выходом нового дополнения «Марш Короля-лича» и набора «Путь Артаса», в игре появился новый класс «Рыцарь смерти», и «Основной набор» тоже пополнился коллекцией карт для этого класса. Поскольку из-за уникальной «рунной» механики при составлении колоды «Рыцарю смерти» доступны не все карты, то ему в «Основной набор» было добавлено аж 32 карты, что на 15 больше, чем у остальных классов. Таким образом, количество карт в наборе увеличилось с 250 до 282 штук.
11 апреля 2023 года, вместе с началом нового года в Hearthstone — «года Волка» — из «Основного набора» было убрано 73 карты и 73 карты добавлено. Таким образом, количество карт в нём осталось неизменным — 282 штуки. В набор были добавлены популярные карты из «Вольного формата», 20 из которых были изменены и предварительно усилены для соответствия текущей мете.
1 августа 2023 года, вместе с выходом нового дополнения «Титаны», в «Основной набор» для класса «Паладин» были добавлены 2 заклинания «Ауры», чтобы переориентировать класс в «Стандартном формате» с ушедшей для него механики «Секрет» на что-то другое и сделать игру за «Паладина» более гибкой. После разыгрывания «Аур» их эффект длится несколько ходов подобно заклинаниям «Цели» из дополнения 2021 года «Разделённые Альтераком» с той лишь разницей, что заклинания «Цели» всегда действуют 3 хода, а заклинания «Ауры» — несколько ходов, не обязательно 3. Таким образом, количество карт в «Основном наборе» увеличилось с 282 до 284 штук.

## Прошлые наборы
Сет «Прошлые наборы» был выпущен 30 марта 2021 года вместе с дополнением «Закалённые степями» и «Основным набором» как хранилище выведенных из «Стандартного формата» «классических» и «базовых» карт: Blizzard полностью отказались от этих наборов, которые существовали с самого начала игры Hearthstone, а карты из них перенесли в «Вольный формат», в этот единый сет «Прошлые наборы». Также был расформирован набор «Зал славы», в который раньше помещали проблемные, не вписывающиеся в концепцию Blizzard карты, но теперь, ввиду появления и регулярного обновления «Основного набора», в «Зале славы» больше не было необходимости, а большинство карт из него перенесли сюда в сет «Прошлые наборы», кроме карт с «чётной/нечётной» механикой, которые отправились в дополнение «Ведьмин лес», где и были изначально. В «Стандартном формате», на замену ушедшим в «Вольный формат» «Классическому набору» и «Базовому набору», был введён более гибкий «Основной набор», который обновляется каждый год, заменяя одни карты на другие из уже существующих в «Вольном формате» наборов, приключений и дополнений; если карта покидает «Основной набор» и при этом является не переработанной версией, а абсолютно новой уникальной картой, то она отправляется сюда в сет «Прошлые наборы» и становится его частью. Таким образом, «Прошлые наборы» содержат в себе:
- «Базовый набор» (англ. Basic) (2014—2021). До выхода «Основного набора» наряду с «Классическим набором» постоянно присутствовал в «Стандартном формате» игры и изначально состоял из 133 карт, в то время как другие дополнения постепенно уходили в «Вольный формат». Набор был бесплатен для всех игроков, в отличие от «Классического набора», а его карты не имели никакого значка редкости (бесплатная редкость). 2 апреля 2020 года, вместе с выходом одиночного приключения «Пролог охотника на демонов» и набора «Иллидари-посвящённый», в игре появился новый класс «Охотник на демонов», и «Базовый набор» тоже пополнился 10 картами для этого класса. Таким образом, количество карт в наборе увеличилось со 133 до 143 штук.
- «Классический набор» (англ. Classic) (2014—2021). До выхода «Основного набора» наряду с «Базовым набором» постоянно присутствовал в «Стандартном формате» игры и состоял из 240 карт, в то время как другие дополнения постепенно уходили в «Вольный формат». Набор не был бесплатен для игроков, в отличие от «Базового набора», а его карты обладали какой-либо редкостью (легендарной, эпической, редкой или обычной).
- «Зал славы» (англ. Hall of Fame) (2017—2021). До выхода «Основного набора» состоял из 35 карт. Создан был для того, чтобы удалять проблемные и слишком сильные карты из «Стандартного формата», перемещая их в «Вольный формат» в этот специальный набор, что способствовало освежению меты и приводило её в сбалансированное состояние. За время существования «Зала славы» в него были перемещены карты из «Классического набора», «Базового набора» и «Ведьминого леса», а также несколько карт, которые раньше можно было получить только в качестве награды; все эти карты в «Зале славы» стало возможно создавать за чародейную пыль. «Базовые» карты, не обладавшие никакой редкостью, в «Зале славы» получили обычную редкость, а взамен изъятых карт из «Классического набора» и «Базового набора» в них были добавлены совершенно новые карты, сохранив баланс по количеству карт[13].
- Новые уникальные карты, покинувшие «Основной набор» (2021—...). На момент выпуска в «Основном наборе» была 31 абсолютно новая карта. Как только такие карты уходят из «Основного набора», они перемещаются в «Прошлые наборы».

30 марта 2021 года сразу после выпуска «Прошлых наборов» в нём насчитывалось 412 карт: 240 из «Классического набора», 143 из «Базового набора» и 29 из «Зала славы» (оставшиеся 6 карт «Зала славы» ушли в дополнение «Ведьмин лес»).
12 апреля 2022 года, вместе с началом нового года в Hearthstone — «года Гидры» — произошло плановое изменение «Основного набора», по итогу которого сет «Прошлых наборов» пополнился 7 уникальными картами, перешедшими в него из «Основного набора». Таким образом, количество карт в нём увеличилось с 412 до 419 штук.
11 апреля 2023 года, вместе с началом нового года в Hearthstone — «года «Волка» — произошло плановое изменение «Основного набора», по итогу которого сет «Прошлых наборов» пополнился 6 уникальными картами, перешедшими в него из «Основного набора». Таким образом, количество карт в нём увеличилось с 419 до 425 штук.

## Пещеры Времени
Набор «Пещеры Времени» был выпущен 31 августа 2023 года, за день до выхода первого сезона режима игры «Твист». Карты набора нельзя использовать в «Стандартном формате», они предназначены только для «Вольного формата». Подобно «Основному набору» в «Стандартном формате», «Пещеры Времени» оптимизируют и освежают мету «Вольного формата» посредством усиления старых карт и создания совершенно новых. Но поскольку «Вольный формат» состоит из очень большого количества дополнений и продолжает расширяться, то один выпуск «Пещер Времени» охватывает только какой-то конкретный период в Hearthstone, поэтому «Пещеры Времени» — это несколько периодически выпускаемых наборов, каждый из которых делает более мощными некоторые старые карты и стратегии, которые со временем стали неконкурентоспособными или были недостаточно сильными изначально. Набор «Пещеры времени» может быть добавлен и в другие режимы игры, например, он был включён в стартовый сезон режима «Твист», для которого во многом и создавался. Таким образом, это позволяет игрокам вновь поиграть полюбившимися старыми картами и колодами в обновлённой мете. Если какие-то карты из старых дополнений уже есть в коллекции игроков, они будут доступны им и в «Пещерах времени» в случае их появления в этом наборе; остальные же карты, в том числе и новые, можно получить, создав их за чародейную пыль или открывая наборы карт «Пещер времени».
31 августа 2023 года после первого выпуска набора «Пещеры времени» в нём насчитывается 147 карт: 113 усиленных или переработанных старых карт и 34 совершенно новых. По сюжету стая драконов Бесконечности в битве за Ан’Кираж пытается вернуться в прошлое, изменить ход времени и помочь тёмному древнему богу К'Туну погрузить мир в сумрак, а игрокам предлагается сдержать эту атаку драконов или же присоединиться к ней. В игре была усилена и получила поддержку механика «Бога К'Туна», а также механики «Нефритовый голем» и «Трёхклассовые» карты.

## Проклятие Наксрамаса
| Иноязычные издания    | Иноязычные издания |
| Издание               | Оценка             |
| --------------------- | ------------------ |
| Destructoid           | 7,5 / 10           |
| Eurogamer             | 7 / 10             |
| PC Gamer (US)         | 78 / 100           |
| MeriStation           | 7,5 / 10           |
| AusGamers             | 8,5 / 10           |
| Русскоязычные издания |                    |
| Издание               | Оценка             |
| PlayGround.ru         | 8,5 / 10           |
| «Игры Mail.ru»        | 8,0 / 10           |

Описание и сюжет
Приключение «Проклятие Наксрамаса» стало первым официальным вводом карт со времён выпуска игры в марте 2014 года. О выпуске приключения было объявлено уже 11 апреля 2014 года на PAX East в Бостоне, выпуск первого крыла «Паучий квартал» состоялся 23 июля того же года. Приключение является карточной интерпретацией локации World of Warcraft Наксрамас (англ. Naxxramas) — некрополя из земли Нордскол, населённого нежитью-приспешниками лича Кел’Тузада — самого известного некроманта Азерота, готового из-за своей жажды власти пойти практически на всё. «Проклятие Наксрамаса» включает в себя 5 крыльев, по мерзким кварталам которых игроков ведёт сам Кел’Тузад, то и дело обращаясь к ним в разных воплощениях своей личности; в финале прохождения игрокам предлагается, наконец, сразиться с этим ужасным личем. Все боссы приключения и их способности соответствуют боссам локации MMORPG. Тематика представленных карт, в основном, относится к нежити, обитающей в некрополе.
Нововведения
- Получила развитие механика «Предсмертный хрип». Ей были посвящены 17 из 30 введённых карт[30].

Оценки и критика
Поскольку «Проклятие Наксрамаса» стало первым представленным разработчиками приключением, то основу для рецензий критиков составило детальное обсуждение самого игрового режима, в принципе. Ввод новых карт был в основном расценен положительно, так как это в короткие сроки привело к радикальным переменам в балансе сил между классами и колодами в рейтинговом режиме игры и позволило создать новые колоды с использованием синергии механик «Предсмертных хрипов». Однако характер этих изменений был раскритикован обозревателем AusGamers за внедрение в игру более агрессивных колод. Система еженедельного ввода крыльев приключения была воспринята единодушно отрицательно, поскольку давала на этот период преимущества классам, классовые испытания которых располагались в стартовых крыльях. По мнению PC Gamer, сам режим классовых испытаний оказался наиболее неинтересным к прохождению, из-за использования предварительно собранных разработчиками колод. Кроме того, были отмечены ошибки программного обеспечения, затруднявшие доступ в приобретённые разделы.
Игровой процесс получил двойственные оценки: с одной стороны, режим героической сложности привнёс большое поле для стратегических решений, необходимых для победы над боссом, но с другой — зачастую вся выбранная тактика сводилась к многократным попыткам добиться набора нужных карт в собственной стартовой руке и/или их отсутствию в руке искусственного интеллекта, то есть к элементу случайности. Способ реализации героической сложности, а именно использование чрезвычайно сильных способностей героя, значительное увеличение очков здоровья босса и рост агрессивности, также не встретил одобрения критиков. Отдельно была выявлена слабость самой системы искусственного интеллекта, допускавшей порой, по мнению рецензентов, «непростительные для человека ошибки», в особенности в порядке размена карт. Несмотря на то, что обозреватели выделяли в качестве сильной стороны приключения строгое следование канонам локации World of Warcraft, Крис Картер из Destructoid отметил слабую проработку монологов Кел’Тузада в промежутках между играми, что вылилось в итоговое отсутствие раскрытия причины пребывания игрока в Наксрамасе, а также многих особенностей, известных лишь опытным игрокам MMORPG.
Выпущенные карты были оценены как обладающие уникальными и необычными эффектами, способные найти применение как в рейтинговых, так и в экспериментальных колодах игроков, а также стать хорошим подспорьем для вливающихся в игру новичков. В целом, обозреватели делали акцент на факте, что данное приключение являлось первым в истории Hearthstone, и выражали надежды, что большая часть критических замечаний будет ликвидирована при выпуске нового контента.

## Гоблины и гномы
| Иноязычные издания    | Иноязычные издания |
| Издание               | Оценка             |
| --------------------- | ------------------ |
| Eurogamer             | 8 / 10             |
| Game Informer         | 9,25 / 10          |
| Softpedia             | 9 / 10             |
| Level Up! Games       | 9,5 / 10           |
| Tiscali.cz            | 7 / 10             |
| Gry-Online            | 8,5 / 10           |
| Русскоязычные издания |                    |
| Издание               | Оценка             |
| Gameguru.ru           | 8,0 / 10           |

Описание и сюжет
7 ноября 2014 года на ярмарке BlizzCon был анонсирован выход первого дополнения Hearthstone «Гоблины и гномы», уже 8 декабря оно было выпущено для североамериканских пользователей, а на следующие сутки и для остального мира. Тематика дополнения посвящена представителям двух основных противоборствующих фракций вселенной Warcraft: Орды и Альянса, а конкретно расам гоблинов и гномов, чьё соперничество за создание самых чудесных, удивительных и невероятных изобретений имеет долгую историю. Гоблины известны своим нездоровым интересом к наносящим урон изобретениям, что часто приводит к мощным взрывам; гномы же предпочитают возиться с механическими конструкциями, но их технологии непредсказуемы и постоянно приводят к неожиданным эффектам. Блестящие, но нестабильные умы сталкиваются в противостоянии, и начинается полный хаос. Игрокам предлагается дать волю своему внутреннему инженеру и начать уже свои взрывоопасные эксперименты с мощными механизмами.
Нововведения
- Новый тип существ — «Механизм». Поскольку и гоблины, и гномы в World of Warcraft имеют склонность к инженерному делу, в игру была добавлена новая категория существ — «Механизм», а также карты, имеющие синергию с ними. Много «механизмов» имеют свойства «Предсмертный хрип» и «Божественный щит», а с введением новой механики «Магнетизм» в дополнении 2018 года «Проект Бумного дня» именно это свойство и стало ключевой особенностью «механизмов». Также некоторые обычные существа из прошлых наборов были изменены и стали «механизмами»[36].
- Заклинания «Запасные части». Всего есть 7 разных «Запасных частей», все они стоят 1 единицу маны, а их эффект используется только на существ. «Запасные части» можно получить в руку только из других карт в ходе игры, например «Боевым кличем» или «Предсмертным хрипом» существа, причём какая из семи «Запасных частей» добавится в руку, всегда определяется случайным образом.
- Новая механика и ключевое слово «Меганеистовство ветра». Это усиленная версия уже существующей механики «Неистовство ветра», позволяющая персонажу атаковать аж 4 раза за ход. Поскольку механика довольно сильная, была создана всего 1 связанная с ней карта, которая только при определённых условиях призывает существо с «Меганеистовством ветра».
- Срабатывание эффекта при карты в руке или «При взятии» в руку. Появилось несколько карт, которые могут своим эффектом наносить урон при вытягивании их игроком из колоды или увеличивать свои характеристики при нахождении в руке. Есть и такие замешанные заклинания, которые при вытягивании их из колоды могут сразу автоматически разыгрываться — в таком случае игрок берёт из колоды ещё одну карту; В 2018 году для таких карт было введено новое ключевое слово «При взятии»[41].
- Замешивание карты в колоду. Было создано несколько карт, которые своим эффектом могут замешивать карту в колоду. Одни замешивают её в свою колоду, другие — в колоду оппонента, при этом колода перемешивается, и порядок карт в ней становится другим.
- Множество карт со случайным эффектом. Некоторые из этих эффектов нестабильные и малопредсказуемые, но, благодаря этому, увеличилась вариативность и сложность в игровом процессе. Было добавлено несколько существ, которые с 50 % вероятностью атакуют не того врага[42].

Оценки и критика
Дополнение получило в основном положительные отзывы критиков, набрав 84 % на агрегаторе Metacritic. Наиболее существенным моментом, на взгляд различных рецензентов, стало существенное увеличение количества карт, обладающих случайными эффектами. По мнению некоторых из них, это привносило в игру «неиссякаемый источник вариативности», необходимого для получения удовольствия от игрового процесса. Другие же полагали, что введение подобной нестабильности лишало игрока реальной возможности оценки последствий тех или иных действий и снижало соревновательную составляющую Hearthstone. Поскольку этот аспект особо значим для киберспортивной дисциплины, высказывались даже предположения о тотальном игнорировании этих карт на профессиональных турнирах. Однако часть обозревателей, тем не менее, нашла эту рандомизацию управляемой и непревалирующей над мастерством опытных игроков, но признавала, что зачастую эти эффекты могут существенно изменять ход поединков; этого же мнения придерживался и геймдизайнер Эрик Доддс.
Интернет-издание Eurogamer отметило коренные изменения в характере матчей в режиме «Арены»: выпуск дополнения привёл к существенному снижению шансов на благоприятный исход поединка для игрока при доминировании противника на игровом поле. Чешский портал Games.cz косвенно поддержал это мнение, указав на возросшую роль карт, способных уничтожать существ. Однако геймдизайнер Бен Броуд после выхода дополнения ответил, что при создании любого контента для Hearthstone разработчики прежде всего руководствуются идеей «умных комбинаций», способных при плохой ситуации на игровом поле помочь игроку одерживать «маленькие победы» вне зависимости от реального исхода матча.
С положительной стороны были оценены рецензентами изменения в раскладе сил между классами, которые привели к большей сбалансированности каждого из них благодаря равномерному распределению между ними сильных карт. Эффективной и детально проработанной была признана и новая синергия между «механизмами», что, в свою очередь, не привело к снижению значимости карт предыдущих комплектов. Суммарно, по мнению обозревателей, это предоставило игрокам новое большое поле для разнообразных экспериментов и существенно оживило весь метагейм.

## Чёрная гора
| Иноязычные издания | Иноязычные издания |
| Издание            | Оценка             |
| ------------------ | ------------------ |
| Destructoid        | 8,0 / 10           |
| Eurogamer          | 7 / 10             |
| Game Informer      | 9,0 / 10           |
| Xgn.nl             | 8,0 / 10           |
| Multiplayer.it     | 8 / 10             |

Описание и сюжет
Приключение было выпущено 3 апреля 2015 года. Как и в случае «Проклятия Наксрамаса», оно является переложением локации Чёрная гора (англ. Blackrock Mountain) из World of Warcraft, известной игрокам ещё с Warcraft: Orcs & Humans. По сюжету в этой местности идёт ожесточенная борьба между силами повелителя элементалей огня Рагнароса и его слугами с одной стороны и чёрным драконом Нефарианом и его приспешниками с другой. В глубинах Чёрной горы под землёй находится территория Рагнароса, а владения же  Неафариана расположены над землёй на самом пике Черной горы, но эта гора оказалась недостаточно велика для них двоих. И, пока ситуация не достигла критической точки, игроки становятся частью этой конфронтации и бросаются в самое пекло Чёрной горы, чтобы уладить разногласия. Им предстоит сразиться с обоими этими боссами и их прислужниками, пользуясь поддержкой поочерёдно каждой из противоборствующих сторон. Введённые в игру карты представляют обитателей локации: дворфов Чёрного Железа, порождений огня и драконов.
Нововведения
- Синергии с существами типа «Дракон». Большая часть введённых карт обладает синергией, связанной с «драконами», которая была представлена впервые. По словам Эрика Доддса, это должно было «оживить использование любимых игроками драконов из классического комплекта карт»[44]. У многих карт для выполнения их эффекта часто встречается условие: «если у вас в руке есть дракон».
- Получила развитие механика «Срабатывание эффекта карты в руке». Данная механика впервые появилась в дополнении 2014 года «Гоблины и гномы». На этот раз в «Чёрной горе» были введены карты, стоимость которых уменьшается за каждое погибшее на ходу существо[50][52].

Оценки и критика
По аналогии с «Проклятием Наксрамаса» обозреватели высоко оценили точность передачи отдельных событий прохождения локации в World of Warcraft, но, в отличие от предыдущего приключения, «Чёрная гора» представила лучший сюжет, точнее раскрывающий историю места в игровой вселенной. Этот эффект был достигнут за счёт лучшей проработки диалогов Нефариана и Рагнароса после и во время матчей с боссами, а также содержанию большого числа неожиданных сюжетных поворотов, происходящих во время игрового процесса. Тем не менее, колоды, используемые боссами в приключении, по мнению Криса Картера из Destructoid, показались менее проработаны тематически по сравнению с «Проклятием Наксрамаса», так как содержали большое количество привычных карт, включённых в общую коллекцию игрока. Также вновь была отмечена общая слабость искусственного интеллекта.
Наиболее спорной точкой среди рецензентов оказалась сложность прохождения приключения. По мнению части из них, сложный героический режим позволял опытным игрокам получить удовольствие от большого числа попыток прохождения и необходимости тщательного предварительного сбора колоды под каждого конкретного босса. Однако другие подмечали завышенную сложность даже в обычном режиме для новичков, не обладающих нужным количеством карт определённых типов для заполнения всей колоды. Третьи же, как и в случае «Проклятия Наксрамаса», находили эту сложность искусственно чрезмерно завышенной и указывали на большую значимость нужного захода карт для прохождения.
В целом, карты, введённые в приключении, были признаны сбалансированными и отвечавшими декларируемому контрольному метагейму, по сравнению с «Гоблинами и гномами», но недостаточно сильными, в большинстве своём, для привнесения в него стабильных колод с синергией «драконов».

## Большой турнир
| Иноязычные издания    | Иноязычные издания |
| Издание               | Оценка             |
| --------------------- | ------------------ |
| Eurogamer             | 8 / 10             |
| Game Informer         | 9,25 / 10          |
| Xgn.nl                | 8,5 / 10           |
| Multiplayer.it        | 8 / 10             |
| Русскоязычные издания |                    |
| Издание               | Оценка             |
| Greatgamer.ru         | 8,5 / 10           |
| Stopgame.ru           | [ 58 ]             |

Описание и сюжет
Дополнение было выпущено 24 августа 2015 года. Тематикой дополнения были выбраны поединки на рыцарских турнирах и связанная с ними обстановка, с отсылкой к «Серебряному Турниру» (англ. Argent Tournament) — события из World of Warcraft: Wrath of the Lich King. Множество благородных рыцарей самых разнообразных рас, форм и размеров со всех концов Азерота собрались на дружеский турнир, названный «Большим турниром», чтобы посоревноваться друг с другом, продемонстрировать своё мастерство и доблесть перед восхищённой толпой, да и просто повеселиться на славу. В качестве карт существ более всего было представлено турнирных бойцов от различных игровых фракций и рас, а также верховых персонажей и скакунов.
Нововведения
- Новая механика и ключевое слово «Воодушевление». Эффект карты со свойством «Воодушевление» срабатывает каждый раз, когда контролирующий такую карту игрок использует свою «силу героя». На поле боя существа со свойством «Воодушевление» имеют внизу специальный значок в виде синего флажка. В дополнении много карт, которые взаимодействуют с «силой героя» и усиливают её: снижают стоимость, увеличивают урон, позволяют использовать несколько раз за ход, заменяют на улучшенную версию[61].
- Новая механика «Поединок». При разыгрывании карты с такой механикой оба игрока показывают из своей колоды случайно выбранную карту существа, и сравнивается их манастоимость. Если игрок, запустивший «Поединок», вытянул карту с более высокой стоимостью, чем у противника, то он побеждает в «Поединке», а у разыгранной карты срабатывает специальный эффект; в случае же проигрыша специальный эффект не срабатывает. После «Поединка» карты замешиваются обратно в колоды игроков[62].

Оценки и критика
Относительно предыдущего дополнения «Гоблины и гномы» рецензенты подчёркивали особый характер новых игровых механик, направленных на подавление агрессивных колод. По словам геймдизайнера Майка Доне, это было сделано для смещения значимости стартовой руки игрока на результат всего матча. Однако вместо этого, по мнению критиков, было достигнуто ещё большее усиление фактора случайности за счёт механики «Поединок» и яркому проявлению эффекта «снежного кома» (то есть невозможности переломить ход встречи при контроле игрового поля соперником). Кроме того, было отмечено неудачное решение о полном прописывании всех происходящих событий механики «Поединок» на каждой карте, что снижало удобочитаемость.
Карты дополнения по сравнению с «Гоблинами и гномами» были признаны более сбалансированными, но вместе с тем и более слабыми, что особенно коснулось игровых классов «Воина», «Разбойника» и «Чернокнижника». Карты «Паладина», напротив, были признаны несбалансированно сильными, что впоследствии привело к их доминированию в метагейме. Большая же часть карт была расценена рецензентами малопригодными для рейтингового режима игры из-за отсутствия мгновенной эффективности от их появления на игровом поле. Также критике была подвергнута практика выпуска переделанных дубликатов уже имеющихся карт с изменённой стоимостью в кристаллах маны вместо полноценной их переработки. Кроме того, тематика некоторых карт, по мнению обозревателей Eurogamer, выбивалась далеко за грани принципов доблести рыцарских турниров.
Несмотря на введение перед дополнением режима «Потасовка», рецензенты подчеркнули недостаточность политики Blizzard Entertainment в отношении новых игроков, неспособных за короткие сроки собрать сколь-либо эффективные колоды в рейтинговом режиме игры. Дэниел Тек из GameInformer также указал на высокое размещение наиболее сильных карт дополнения по шкале редкости, что также осложняло доступ к ним новичкам. Эти замечания позже были признаны разработчиками справедливыми.

## Лига исследователей
| Иноязычные издания | Иноязычные издания |
| Издание            | Оценка             |
| ------------------ | ------------------ |
| Destructoid        | 8,5 / 10           |
| Eurogamer          | 8 / 10             |
| IGN                | 9,5 / 10           |
| Xgn.nl             | 8,5 / 10           |
| Multiplayer.it     | 8,5 / 10           |

Описание и сюжет
Приключение было выпущено 13 ноября 2015 года. В отличие от предыдущих, оно не посвящено какой-то одной локации из мира Warcraft, а содержит историю о поисках группой археологов под руководством Бранна Бронзоборода частей Посоха Созидания (англ. Staff of Origination), разбросанных по всему Азероту. Во время поисков им противостоят обитатели различных игровых зон (от троггов до мурлоков и наг), а после нахождения всех частей посоха происходит бой с вором-эфириалом Рафаамом, попытавшимся украсть его из музея. Введённые карты представляют существ из экзотических уголков игровой вселенной, а также атрибуты приключенческой тематики.
Нововведения
- Новая механика и ключевое слово «Раскопка». При разыгрывании карты с таким свойством игрок должен выбрать одну из трёх предложенных ему карт с определёнными общими параметрами. В зависимости от текста, написанного на карте с «Раскопкой», раскопанная карта либо добавляется в руку, либо сразу призывается на поле боя, либо сразу разыгрывается, либо замешивается в колоду, либо выполняет другие предусмотренные действия. Опять же, в зависимости от текста, написанного на карте с «Раскопкой», предлагаемые карты могут быть раскопаны либо из пула подходящих карт, либо из колод или рук игроков; в пул подходящих карт входят только нейтральные карты и карты, относящиеся к текущему классу игрока. Также в дополнении есть карта, которая раскапывает не карты, а «силы героя», заменяя текущую. Несмотря на то, что «Раскопка» включает в себя элемент случайности, игроки всё же могут разрабатывать стратегии и предсказывать, что они могут получить от своего эффекта[69].
- Механика, требующая отсутствия одинаковых карт в колоде. Эффект карты с данной механикой сильный, но срабатывает только в том случае, если в колоде игрока нет одинаковых карт. В игру была добавлена только одна такая карта, полностью восстанавливающая здоровье герою.
- Получила развитие механика «Замешивание карты в колоду». Данная механика впервые появилась в дополнении 2014 года «Гоблины и гномы». Теперь с выходом «Лиги исследователей» таких карт в игре стало гораздо больше[71].

Оценки и критика
Несмотря на отход от репликации знаковых для мира World of Warcraft мест, критики положительно встретили изменения в формате приключений. Особенно высоко была оценена сюжетная составляющая, напомнившая своей атмосферой фильмы об Индиане Джонсе. Хотя рассказ об особенностях того или иного крыла был сделан крайне бегло с точки зрения истории игрового мира, это придало большей насыщенности самому игровому процессу. По сравнению с «Чёрной горой» реплики персонажей исследовательской группы были превращены в полноценные диалоги.
В отличие от «Большого турнира», представленная механика также была высоко оценена рецензентами, поскольку позволяла контролировать игру за счёт обдуманных действий, а не случайных эффектов. Средний уровень карт также был воспринят как ощутимо высокий для реального влияния на колоды для рейтинговых боёв.
Также рецензентами было отмечено качественное снижение сложности прохождения боссов, в особенности в героическом режиме. Тем не менее, по мнению ряда изданий, обычная сложность более не представляла какого-то серьёзного вызова даже для колод начинающих игроков, что, с другой стороны, должно было облегчить получение ими необходимых карт. Кроме того, заслужила похвалы и серьёзная переработка самого понятия босса приключения, поскольку были представлены уровни, в которых вместо убийства оппонента игроку нужно было выжить в течение некоторого числа ходов, что в сочетании с механикой «Раскопки», по мнению обозревателей IGN, добавляло некие «элементы классических ролевых игр».

## Пробуждение древних богов
| Иноязычные издания    | Иноязычные издания |
| Издание               | Оценка             |
| --------------------- | ------------------ |
| Eurogamer             | 9 / 10             |
| Game Informer         | 9,25 / 10          |
| Xgn.nl                | 9,0 / 10           |
| Multiplayer.it        | 8 / 10             |
| Gameover.gr           | 5 / 10             |
| Русскоязычные издания |                    |
| Издание               | Оценка             |
| Greatgamer.ru         | 8,4 / 10           |

Описание и сюжет
Дополнение было выпущено 27 апреля 2016 года в обстановке разделения игры на «Стандартный формат» и «Вольный формат». В качестве его основной темы были выбраны внезапно заполонившие весь игровой мир древние боги, повелевавшие Азеротом до прихода титанов. Влияние этих призрачных существ можно ощутить в каждом уголке мира, перед их шёпотом не может устоять ни один простой смертный: он развращает и сводит с ума. В этой связи представленные карты изображают прислужников этих богов, запретные заклинания и мутировавших под их влиянием существ с щупальцами и устрашающими способностями. И пока сектанты проводят свои ритуалы и возвещают о прибытии древних богов, игрокам предлагается вмешаться в их запретную магию и обуздать силу этих существ. В игре 4 древних бога стали 4 нейтральными легендарными существами с очень мощным эффектом.
Нововведения
- Уникальные механики 4 древних богов.
  - Бог «К'Тун». В дополнении было введено большое количество карт, обладающих синергией именно с этим богом. Эффекты одних из этих карт одновременно увеличивают как атаку и здоровье «К'туна», так и силу его боевого клича, наносящего урон всем противникам, эффекты других дают игроку дополнительные полезные бонусы, если характеристики бога уже достаточно прокачаны. При этом сила «К'туна» растёт вне зависимости от того, где находится его карта: у игрока в руке, на поле боя или же в колоде[75].
  - Бог «Йогг-Сарон». Этот древний бог применяет случайное заклинание за каждое сыгранное игроком заклинание в матче, цели заклинаний также выбираются случайно; это делает диапазон эффектов карты очень широким и непредсказуемым, но добавляет веселья и азарта.
  - Бог «Н'Зот». Призывает всех существ с механикой «Предсмертный хрип», погибших в матче на стороне игрока; это позволяет сразу заполнить весь стол липкими угрозами, а если места для всех не хватает, то существа для воскрешения выбираются случайным образом.
  - Бог «И'Шарадж». В конце хода игрока вытаскивает случайное существо из его колоды на поле боя; это позволяет каждый ход без затрат маны призывать существ, пока древний бог находится на столе.
- «Запретные» заклинания. Это заклинания, которые стоят 0 маны, мощность их эффекта варьируется в зависимости от количества оставшейся маны у игрока, а при разыгрывании такой карты тратится сразу вся доступная мана[79].

Оценки и критика
Произошедшие в игре изменения были двойственно оценены различными обозревателями. С одной стороны большая часть из них признавала, что нововведения и политика Blizzard были направлены на снижения порога вхождения в соревновательную игру новичками, существенно осложнившуюся с момента релиза игры из-за выпуска большого числа карт. Вместе с этим отмечалось, что «Вольный формат» игры становится для этой категории игроков фактически недоступным. Также, по мнению критиков, обострялась проблема малой оригинальности колод для соревновательной игры: фактически, из всё равно существенного числа карт в пуле «Стандартного формата» лишь малая их часть обладала эффективными механиками для включения в рейтинговые колоды, что вело к оскудению эффективных архетипов для различных классов. По мнению интернет-портала Gameover.gr, это приводило к бездумному копированию уже существующих колод профессиональных игроков и полной потере творческой составляющей игры, что делало её «попросту утомительной».
Тем не менее, радикальные перемены в метагейме были встречены в целом положительно, что объяснялось Game Informer в большей степени выводом из «Стандартного формата» карт наиболее сильного дополнения «Гоблины и гномы». Также было отмечено общее снижение агрессивности колод, что, по мнению обозревателей, придавало отдельным матчам «больше комфорта». Однако существенной критике подверглась сама политика ребалансировки и введения новых карт разработчиками. В частности, отмечалось полное игнорирование ими баланса в «Вольном формате» рейтинговой игры, что делало его неконкурентоспособным по сравнению со «стандартным». Также указывалось на существенное занижение при ребалансировке характеристик карт, бывших частью колод, построенных на комбинациях, и отсутствие каких-либо действий в отношении карт, обладавших завышенно сильными свойствами самих по себе, что, по мнению некоторых, вело к падению значимости продуманной комбинационной игры и необходимости выставления на игровое поле карт существ с лучшими показателями для своей стоимости в кристаллах маны, то есть к общему падению уровня соревновательной игры.
Карты, представленные в дополнении, были подвергнуты критике сразу в нескольких аспектах. В глазах обозревателей Eurogamer, во-первых, введение «развращённых» версий уже имевшихся в игре существ знаменовало тотальный отход от основной вселенной Warcraft, что негативно сказывалось на давнишних фанатах этого игрового мира, во-вторых, большая часть новых карт представляла собой «серость, предназначенную лишь для заполнения комплектов дополнения». Вместе с этим большая часть критиков признавала наличие заранее несбалансированно сильных классовых карт, представленных разработчиками. Последнее, по мнению рецензентов, было сделано для улучшения баланса между классами, но подобная практика была сочтена ими «слишком двусмысленной» и ведущей к необходимости последующих ребалансировок в скором будущем. Также среди обозревателей вызвало недоумение неравномерное распределение синергических с древними богами карт между классами, которые, в свою очередь, также не были признаны достаточно сильными для противостояния классам с несбалансированно сильными картами иных типов. Тем не менее, озвучивание и общая стилистика дополнения были восприняты положительно.

## Вечеринка в Каражане
| Иноязычные издания    | Иноязычные издания |
| Издание               | Оценка             |
| --------------------- | ------------------ |
| Destructoid           | 7 / 10             |
| Eurogamer             | 7 / 10             |
| Atomix.vg             | [ 82 ]             |
| Multiplayer.it        | 8 / 10             |
| Spaziogames.it        | 7,5 / 10           |
| Русскоязычные издания |                    |
| Издание               | Оценка             |
| «Игры Mail.ru»        | 8,0 / 10           |

Описание и сюжет
Приключение было выпущено 12 августа 2016 года. На сей раз местом действия была выбрана локация World of Warcraft: The Burning Crusade Каражан (англ. Karazhan), являющаяся замком хранителя Медива. Однако, в отличие от версии MMORPG, замок по-прежнему является обитаемым, и в нём проводится вечеринка, организованная самим Медивом. По сюжету из-за отсутствия приглашения между Медивом и эредарским принцем Малчезаром происходит стычка, в ходе которой они оба оказываются перенесёнными через портал в отдалённые миры, а магические чары в самом замке стали смертельными ловушками. Задачей игрока при этом является спасение хранителя и помощь в организации вечеринки, вышедшей из-под контроля. Представленные карты освещают тематику отдельных событий самой вечеринки и многочисленных порталов в различные уголки Азерота.
Нововведения
- Заклинания «Порталы». Они призывают случайное существо определённой стоимости, а также дают другой дополнительный эффект.
- Множество карт, призывающих существ. Было добавлено большое количество таких карт, в том числе призывают существ и заклинания «Порталы».
- Множество карт, взаимодействующих с заклинаниями. Было добавлено большое количество карт, дающих какой-то бонус при разыгрывании заклинаний: увеличение характеристик существа, восстановление здоровья героя, уменьшение стоимости карты, призыв существа и другие эффекты[87].

Оценки и критика
«Вечеринка в Каражане» была более прохладно встречена рецензентами и получила лишь 74 % по версии агрегатора Metacritic (при средней оценке более 80 % у предыдущих приключений). Основной их претензией стала чрезвычайная слабость боссов и тривиальность их способностей. Единственным исключением из этого списка стали «Шахматы», обладавшие существенно изменённой игровой моделью и использовавшие специальные колоды из шахматных фигур. Этот босс был оценён крайне высоко из-за необходимости «глубокого осмысления каждого своего хода» и «сбалансированной сложности искусственного интеллекта». В остальном же, по мнению обозревателей Eurogamer, искусственный интеллект выявлял крайне слабую проработку разработчиками его действий, приводящей к абсолютно нелогичным на взгляд реального игрока ситуациям на игровом поле даже по сравнению с предыдущими приключениями.
Несмотря на радикальные изменения, по мнению критиков, приключению удалось точно передать особенности сеттинга в мире World of Warcraft и проработать сюжетную картину происходящего. Также положительно была оценена выдержанная стилистика и музыкальное оформление.
Обозревателями указывался аккуратный ввод разработчиками новых карт, но подобное решение было негативно встречено игровым сообществом. Суть претензий состояла в том, что после ввода дополнения «Пробуждение древних богов» класс «Жрец» стал практически неконкурентоспособным, как в «Стандартном формате» рейтинговой игры, так и в режиме «Арена». Геймдизайнер Бен Броуд перед обновлением высказывал, что полноценные соревновательные колоды для этого класса существуют, но «игроки недостаточно усердно искали их». После анонса всех карт приключения выяснилось, что класс «Жрец» не получил ни одной сильной карты, а среди новинок была карта «Очищение» (англ. Purify), названная многими профессиональными игроками «худшей картой за всю историю Hearthstone». В ответ на негодование публики Бену Броуду пришлось предоставить детальное разъяснение по разработке этой карты, а затем и вовсе объявить о её выводе из режима «Арены». По мнению рецензентов, сложившаяся ситуация имела явно отрицательные последствия в отношении игроков к разработчикам, проявившая их нежелание изменять сложившийся игровой баланс. Предпринятые меры были названы рецензентом Eurogamer «сложным и неоднозначным решением предельно простых проблем». По мнению интернет-издания Multiplayer.it, «Вечеринка в Каражане» проявила факт общей деградации самого формата приключений в Hearthstone.

## Злачный город Прибамбасск
| Иноязычные издания    | Иноязычные издания |
| Издание               | Оценка             |
| --------------------- | ------------------ |
| Eurogamer             | 8 / 10             |
| Everyeye.it           | 8 / 10             |
| Multiplayer.it        | 8 / 10             |
| RGJ                   | 4 / 5              |
| Spaziogames.it        | 8 / 10             |
| Русскоязычные издания |                    |
| Издание               | Оценка             |
| Greatgamer.ru         | 8,2 / 10           |

Описание и сюжет
Дополнение было выпущено 2 декабря 2016 года. Его тематикой была выбрана столица гоблинов Прибамбасск, в котором по сюжету действуют три крупнейшие организованные преступные группы: «Ржавые бугаи» (англ. Grimy Goons), «Нефритовый лотос» (англ. Jade Lotus) и «Кабала» (англ. Kabal). Когда -то Прибамбасск волею случая превратился из маленького городка в пустыне в огромный процветающий портовый город и стал центром мировой торговли. Но 3 криминальных клана, помогавших в своё время преобразить город, теперь борются за территории и власть в Прибамбасске. От этой войны не скрыться нигде, и игрокам предлагается решить, к чьим же рядам они присоединятся.
Нововведения
- «Трёхклассовые» карты. Все игровые классы были разделены на три группы, примкнувшие к трём различным кланам, и каждая из новообразованных фракций получила специальные карты, доступные только для классов, входящих в группировку. Было выпущено 9 таких карт, по 3 для каждого клана, они имеют отличительный значок в левом верхнем углу[92].
  - Клан «Ржавые бугаи». В этот клан входят классы «Воин», «Охотник» и «Паладин», его значок — две скрещенные дубинки. Карты этого клана усиливают атаку и здоровье существ в руке игрока; в связи с этим, были добавлены и специальные карты существ с эффектом, который становится сильнее с увеличением атаки этих существ.
  - Клан «Кабала». В этот клан входят классы «Жрец», «Маг» и «Чернокнижник», его значок — склянка с зельем.
    - Заклинания «Зелья». Каждому классу клана «Кабала» были добавлены свои особые «Зелья» с различными эффектами: урон по всему игровому полю, заморозка, восстановление здоровья, контроль над существами противника и другие.
    - Карты с изменяющимся эффектом. Была добавлена одна очень гибкая карта для классов клана «Кабала», с помощью которой игроки могут создавать другую карту, наиболее подходящую к текущей ситуации в игре. Для этого они через серию интерфейсов, похожих на механику «Раскопка» из приключения 2015 года «Лига исследователей», сначала выбирают, сколько карта будет стоит по мане, а потом два раза выбирают для неё один из трёх эффектов, которые в свою очередь выбираются случайно из нескольких возможных; чем дороже была выбрана стоимость, тем сильнее предлагаются эффекты, и таким образом, вариаций конечной карты получается довольно много.
    - Получила развитие «Механика, требующая отсутствия одинаковых карт в колоде». Данная механика впервые появилась в приключении 2015 года «Лига исследователей». Теперь с выходом «Злачного города Прибамбасска» классы клана «Кабала» получили ещё несколько таких карт.

  - Клан «Нефритовый лотос». В этот клан входят классы «Разбойник», «Друид» и «Шаман», его значок — лотос.
    - Новая механика «Нефритовый голем». Классам клана «Нефритовый лотос» были добавлены карты, призывающие специальных существ — «Нефритовых големов». Первый «Нефритовый голем» имеет характеристики 1/1, а с каждым последующим призывом таких «големов» атака и здоровье нового «Нефритового голема» увеличивается на один[91][98].

Оценки и критика
В целом, дополнение получило положительные оценки рецензентов, оценивших криминальную стилистику карт и особую систему ежедневных заданий в день выхода дополнения, кратко ознакомивших игроков с главами группировок. Новые механики карт также были встречены одобрительно, но это нововведение, по мнению критиков, было проведено неравномерно по силе и числу карт для различных классов, в особенности для клана «Нефритовый лотос», а также выявило слабость механики клана «Ржавые бугаи», что привело к резкому падению числа игроков классов «Паладин» и «Охотник». Двойственно были встречены рецензентами и выпущенные нейтральные карты: отмечалось как наличие карт с уникальными свойствами, нашедших свою нишу в некоторых колодах, и существенное снижение числа карт со случайными эффектами, так и присутствие в комплектах карт с заниженными характеристиками, что заранее исключало их использование в соревновательном режиме игры.
В метагейме «Стандартного формата» обозревателями было усмотрено целенаправленное усиление некоторых вышедших из оборота колод (в основном, «Жреца» и «Чернокнижника»), а также появление новых архетипов, вошедших в оборот у профессиональных игроков. Также было выявлено стремление разработчиков к внедрению нетранзитивного игрового баланса. Однако, новые разработанные архетипы были признаны сильно зависимыми от порядка вытягивания карт из колоды, что в совокупности с ограниченностью по числу специфических карт, образующих архетип, существенно снижало влияние умений отдельного игрока на исход конкретного матча и вариативности при сборе колод. Кроме того интернет-порталом Everyeye.it негативно были расценены снижение сумм призовых в игровой валюте в режиме «Арена» и по-прежнему отсутствие в игре полноценного турнирного режима. Несмотря на все замечания, дополнение было признано качественным и вторым по проработке отдельных карт и механик после дополнения 2014 года «Гоблины и гномы».

## Экспедиция в Ун’Горо
| Иноязычные издания | Иноязычные издания |
| Издание            | Оценка             |
| ------------------ | ------------------ |
| Eurogamer          | 8 / 10             |
| Everyeye.it        | 8 / 10             |
| Multiplayer.it     | 8 / 10             |
| Gameover.gr        | 5 / 10             |
| Spaziogames.it     | 8 / 10             |

Описание и сюжет
Дополнение было выпущено 7 апреля 2017 года, вместе с ним начался и новый год в игре — «год Мамонта», поэтому наборы 2015 года «Чёрная гора», «Большой турнир» и «Лига исследователей» планово покинули «Стандартный формат». Темой дополнения стало путешествие к Кратеру Ун’Горо и его исследование. Это игровая локация World of Warcraft, представляющая собой дикие первобытные джунгли с огромным вулканом посреди них. Сама зона Ун’Горо расположена в окружении пустынных районов и содержит в себе много тайн и секретов, из-за чего туда отправляется экспедиция во главе с Первопроходцем Элизой. Населяют Кратер Ун’Горо различные виды птиц, зверей, растений и элементалей — живых воплощений природных стихий. Обитатели этого региона научились приспосабливаться к потребностям ситуации: динозавры здесь крупнее и сильнее, плотоядные растения имеют собственный разум и хороший аппетит, а элементали обрели особое могущество от энергии древних элементов в кратере. Игрокам предлагается присоединиться к экспедиции и исследовать эти загадочные джунгли Кратера Ун’Горо.
Нововведения
- Новая механика и ключевое слово «Адаптация». При разыгрывании карты с таким свойством игрок через интерфейс, похожий на механику «Раскопка» из приключения 2015 года «Лига исследователей», выбирает для своего существа один и трёх усиливающих его эффектов-адаптаций, которые в свою очередь выбираются случайно из десяти возможных. Эффект «Адаптации» может применяться не только к разыгрываемому существу, но и к другим существам на столе, в том числе и к нескольким.
- Новая механика и ключевое слово — «Задача». «Задачи» — это легендарные заклинания, которые стоят одну единицу маны и всегда автоматически добавляются в стартовую руку игрока в самом начале игры на этапе выбора карт. Одновременно может быть активна только одна «Задача». На каждой такой карте перечислены условия, выполнив которые игрок получает в награду очень сильную карту. «Задачи» отображаются в зоне героя над его портретом там же, где и секреты, а ход их выполнения виден обоим игрокам. Каждому классу в игре было добавлено по одной карте с механикой «Задача».
- Новый тип существ — «Элементаль». Поскольку именно элементалей древняя сила, таящаяся в Кратере Ун’Горо, наделила особым могуществом, в игру была добавлена новая категория существ — «Элементаль». У многих таких существ для выполнения их эффекта часто встречается условие: «если на прошлом ходу вы разыграли элементаля». Также некоторые обычные существа из прошлых наборов были изменены и стали «элементалями».
- Новое ключевое слово — «Яд». Карты, наделённые этим свойством, уничтожают любое повреждённое ими существо. Эта механика не является новой: ей уже обладают небольшое количество существ, а её эффект на картах просто описан более длинным текстом. Теперь же, ввиду того, что в игру было добавлено ещё несколько карт с «Ядом», и ввиду того, что новая механика «Адаптация» также имеет «Яд» как один из своих возможных эффектов, старой механике добавили своё ключевое слово для более рационального использования места на карте. На поле боя существа со свойством «Яд» имеют внизу специальный значок в виде пузырящегося флакона с ядом.
- Постоянная форма существа на столе. Это особая форма присутствия существ на столе: они занимают место на игровом поле, их нельзя выбрать в качестве цели, они невосприимчивы ко всем другим механикам и эффектам, кроме своих собственных. В дополнении одна из карт, являющаяся наградой за «Задачу», размещает на поле боя постоянно присутствующий портал, который невозможно удалить со стола, но который своим эффектом каждый ход игрока призывает ему существ; другая же карта является существом, которое после уничтожения впадает на столе в спячку в постоянную форму и снова пробуждается, становясь обычным, только после выполнения игроком определённых условий. В 2020 году в дополнении «Руины Запределья» для таких существ, способных пробуждаться, было введено специальное ключевое слово — «Спячка»[104].

## Рыцари Ледяного Трона
| Иноязычные издания    | Иноязычные издания |
| Издание               | Оценка             |
| --------------------- | ------------------ |
| Eurogamer             | 8 / 10             |
| Everyeye.it           | 8 / 10             |
| Multiplayer.it        | 8,2 / 10           |
| Spaziogames.it        | 8 / 10             |
| Русскоязычные издания |                    |
| Издание               | Оценка             |
| Greatgamer.ru         | 8,4 / 10           |

Описание и сюжет
Дополнение было выпущено 11 августа 2017 года. Его темой стало повествование о рыцарях смерти — некогда славных героях, после смерти попавших под власть Короля-лича — величайшего рыцаря смерти за всю историю Азерота. События происходят в ледяных пустошах Нордскола — большом материке, полностью покрытым льдом, и ледяных залах Цитадели Ледяной Короны — огромной крепости, в которой и обитает Король-лич. Здесь повсюду водятся легионы прожорливой нежити: от скромных гулей и скелетов до нерубов и мерзких составных существ, сшитых из плоти других жертв. Каждый из классов Hearthstone становится рыцарем смерти на службе у могучего Короля-лича, а игрокам предлагается найти среди этой кишащей армии нежити что-нибудь полезное и самим решить, как использовать новые способности их героев.
Нововведения
- Новый тип карты — «Герой». При разыгрывании такой карты она заменяет «героя» игрока на нового — ужасающего рыцаря смерти, «силу героя» — на другую, более сильную, а также даёт игроку небольшое количество брони и имеет дополнительный полезный эффект. Эта механика не стала новой: две подобные карты уже присутствуют в игре, но теперь их стало гораздо больше, и они все выделены в отдельный тип карты — «Герой». Каждому классу в дополнении было добавлено по одной такой легендарной карте.
- Новая механика и ключевое слово — «Похищение жизни». Каждый раз, когда карта или «сила героя» с таким свойством наносят урон, они также восстанавливают такое же количество здоровья герою.
- Карты рыцаря смерти. Это специальные карты, которые можно получить в руку только во время игры от двух других легендарных карт дополнения. Карты рыцаря смерти обладают мощным эффектом, а всего их 8 штук.
- Карты с повторяющимся эффектом. Это карты, эффект которых может повторяться многократно, пока выполняются условия активации этого эффекта.
- Манипуляции с колодой противника. Впервые в игре появились карты, которые уничтожают или крадут карты из колоды противника.
- «Предсмертный хрип», срабатывающий только в ход противника. «Предсмертный хрип» таких карт игрок не может активировать на своём ходу, это может сделать только его противник.
- Множество карт с механикой «Предсмертный хрип». Поскольку на службе у Короля-лича полно нежити, было добавлено много карт с механикой «Предсмертный хрип».
- Множество карт с механикой «Заморозка». Поскольку действие дополнения разворачивается в холодных арктических пустошах, было добавлено много карт с эффектом заморозки, заставляющим персонажа пропустить его следующую атаку[110].

Одиночное приключение «Цитадель Ледяного Трона»
Одиночное приключение было выпущено 11 августа 2017 и является бесплатным. Это первое приключение особого типа в игре, которое интегрировано в дополнение. Оно представлено в виде специальных миссий. Всего в приключении 4 крыла и 8 миссий, где игроки пробираются вверх по Цитадели Ледяной Короны, сражаясь со стражами Короля-лича и самыми ужасающими лидерами нежити. В конечном итоге они сталкиваются лицом к лицу с самим Королем-личем, тактика которого различается при встрече с каждым из классов в игре. В награду за пройденные миссии игроки получают несколько наборов карт дополнения «Рыцари Ледяного Трона», а если они смогут победить в финальной схватке всеми классами, то получат особую награду.

## Кобольды и катакомбы
| Иноязычные издания    | Иноязычные издания |
| Издание               | Оценка             |
| --------------------- | ------------------ |
| Destructoid           | 7 / 10             |
| Eurogamer             | 9 / 10             |
| Gamereactor           | 8 / 10             |
| Multiplayer.it        | 8,2 / 10           |
| Everyeye.it           | 8,5 / 10           |
| 1337.games            | 7,5 / 10           |
| Русскоязычные издания |                    |
| Издание               | Оценка             |
| Greatgamer.ru         | 8,5 / 10           |

Описание и сюжет
Дополнение было выпущено 8 декабря 2017 года. Оно повествует о кобольдах — маленьких крысоподобных существах, обитающих в обширных, разветвлённых подземных ходах и больших пещерах, всегда носящих на голове зажжённую свечу и ревностно защищающих находящиеся здесь груды золота и драгоценных камней. В эти неизведанные места спустились и искатели приключений, и по мере того, как они продвигаются дальше в глубины, они находят множество смертельных ловушек и всё более чудовищных противников: древних элементалей, могущественных драконов, слизнюков, червей. Игрокам тоже предлагается присоединиться к поискам сокровищ в этих катакомбах.
Нововведения
- Новая механика и ключевое слово — «Вербовка». Карты с этим свойством призывают на стол случайное существо из колоды игрока.
- Легендарные карты типа «Оружие». Каждому классу было добавлено по одному легендарному «Оружию» с различными полезными эффектами. Помимо того, что это первое в игре «Оружие» легендарной редкости, также это первый раз, когда «Оружие» получили даже те классы, которые никогда раньше не имели его в своём арсенале.
- Заклинания «Обереги». Они превращаются в более мощные версии самих себя, если игрок выполнит определённые условия, пока эта карта находится в его руке. Усилить «Обереги» можно только 2 раза, и, таким образом, они имеют 3 формы: начальная и две улучшенных. Для каждого класса в Hearthstone было добавлено по одному такому «Оберегу».
- «Неопознанные» предметы. Это карты, которые, попадая в руку игроку после взятия их из колоды, получают один из четырёх возможных бонусных эффектов, выбирающийся случайно.
- Заклинания «Секреты» для класса «Разбойник». Свои заклинания «Секреты» уже имеют 3 других класса в игре: «Маг», «Паладин» и «Охотник». Теперь и «Разбойник» стал четвёртым таким классом, а его «Секреты» стоят 2 маны, как у «Охотника»[118].

Одиночное приключение «Поход в подземелье»
Одиночное приключение было выпущено 8 декабря 2017 года и является бесплатным. Оно представлено в виде особого похода в катакомбы кобольдов, где безрассудные поиски и раскопки сокровищ пробудили ужасающих монстров, с которыми игрокам и предстоит сразиться в 8 раундах с возрастающей сложностью. Всего существует 48 боссов, и в каждом раунде выбирается случайный босс из нескольких возможных. Игрок начинает с набора из 10 карт, разного для каждого класса, и с 15 единицами здоровья, а по мере прохождения получает дополнительные карты в колоду и дополнительные единицы здоровья. После каждого победного раунда игрок выбирает один из трёх наборов по три карты в каждом. Выбор набора увеличивает шансы на то, что подобный набор будет предложен снова после следующих раундов, а карты в колоде начнут хорошо взаимодействовать друг с другом. Если же игрок проигрывает сражение, то поход придётся начинать заново. Также после некоторых раундов, 2 раза за поход, игрок выбирает одно из трёх случайных пассивных сокровищ, которое даёт игроку постоянный полезный эффект до конца прохождения, и одно из трёх случайных активных сокровищ, которое представляет собой очень мощную карту. Таким образом, из-за большой вариативности, каждый раз игроки совершают уникальное прохождение приключения; если они завершат поход всеми классами, то получат особую награду.

## Ведьмин лес
| Иноязычные издания | Иноязычные издания |
| Издание            | Оценка             |
| ------------------ | ------------------ |
| Destructoid        | 6,5 / 10           |
| Gamereactor        | 7 / 10             |
| Multiplayer.it     | 7,5 / 10           |
| Softpedia          | 8,5 / 10           |
| Vgn.it             | 8 / 10             |

Описание и сюжет
Дополнение было выпущено 12 апреля 2018 года, вместе с ним начался и новый год в игре — «год Ворона», поэтому наборы 2016 года — «года Кракена» — «Пробуждение древних богов», «Вечеринка в Каражане» и «Злачный город Прибамбасск» планово покинули «Стандартный формат». Дополнение рассказывает о королевстве Альянса под названием Гилнеас, на лес вокруг которого наложила страшное проклятие злобная ведьма Хагата, которая появилась в игре в виде легендарного «Героя». В результате этого начали оживать неупокоенные души умерших, деревья, а также появляться различные отвратительные создания, терроризирующие жителей Гилнеаса. Безрассудные путешественники, осмеливающиеся выйти за городские стены после наступления темноты, исчезают в глуши и не возвращаются. Игрокам предлагается дать отпор силе, исходящей от Ведьминого леса, и изгнать это зло из здешних мест.
Нововведения и особенности
- Новая механика и ключевое слово — «Натиск». Существа с этим свойством могут атаковать существ противника сразу после появления на поле боя, но самого героя только в последующие ходы. Эта механика призвана заменить собой другую похожую на неё, но довольно проблематичную механику «Рывок», когда существа могут атаковать вражеского героя сразу же.
- Новая механика и ключевое слово — «Эхо». Карты с этим ключевым словом можно разыгрывать за один и тот же ход многократно, пока хватает маны. После первого разыгрывания карты с «Эхом» в руке появляется её многоразовая призрачная копия, которая имеет чёрный дым и синее свечение вокруг себя и исчезает в конце хода.
- Новая механика и ключевое слово — «Начало матча». Эффект карт с этим свойством срабатывает в самом начале матча ещё до этапа выбора карт.
- Чётная и нечётная механика. Эффект одних связанных с этой механикой карт срабатывает, только если в колоде игрока нет карт с чётной стоимостью, эффект других — только если в колоде игрока нет карт с нечётной стоимостью.
- Карты с изменяющимися в руке характеристиками. Были добавлены карты существ, атака и здоровье которых меняются друг с другом каждый ход, пока они находятся в руке игрока[125].

Одиночное приключение «Охота на монстров»
Одиночное приключение было выпущено 26 апреля 2018 года и является бесплатным. Оно аналогично прошлому одиночному приключению «Поход в подземелье», однако вместо стандартных 9 классов игрокам даётся 4 других уникальных героя: канонир, псарь, изобретатель и следопыт; и предлагается отправиться по следу ведьмы Хагаты в роли этих героев и освободить лес от её гнусного проклятия. Каждый герой представляет собой защитника Гилнеаса и имеет уникальные способности и механики. Псарь Шоу — охотник, может призывать существ с «Натиском»; Токи Часовщица - маг, может возвращать игру в начало своего хода, отменяя все свои совершённые действия; Дарий Краули — воин, имеет механику неразрушаемой пушки, которая наносит урон противнику и его существам; а Тесс Седогрив — разбойник, может раскапывать разыгранные в матче заклинания разных классов. Пройдя походы за каждого из героев, игроки должны будут сразиться с самой ведьмой Хагатой, используя способности всех четырёх героев.

## Проект Бумного дня
| Иноязычные издания    | Иноязычные издания |
| Издание               | Оценка             |
| --------------------- | ------------------ |
| Destructoid           | 6,5 / 10           |
| Eurogamer             | 8 / 10             |
| Gamereactor           | 8 / 10             |
| Multiplayer.it        | 7,0 / 10           |
| Everyeye.it           | 7 / 10             |
| 1337.games            | 8,5 / 10           |
| Softpedia             | 8,5 / 10           |
| Enternity.gr          | 7 / 10             |
| Trustedreviews.com    | [ 134 ]            |
| Indianvideogamer.com  | 8 / 10             |
| Русскоязычные издания |                    |
| Издание               | Оценка             |
| Greatgamer.ru         | 8 / 10             |

Описание и сюжет
Дополнение было выпущено 7 августа 2018 года. Его действие происходит на живописных парящих острова в локации Пустоверть в Запределье. Здесь безумный гений — доктор Бум — вернулся в свою секретную лабораторию к заброшенным экспериментам по выращиванию жутких кристаллов, отвратительных чудовищ, механических соединений и стал восходящей звездой в области проектирования механизмов. В лаборатории также присутствует много учёных, каждый из которых воплощает идеалы своей отрасли науки, а все вместе они под началом доктора Бума работают над чем-то большим. В игре доктор Бум впервые появился как легендарное существо ещё в дополнении 2014 года «Гоблины и гномы», но теперь предстал в виде карты легендарного «Героя», а учёные стали легендарными существами, по одному для каждого класса. Игрокам предлагается войти в команду лучших умов, работающих на переднем крае науки, и разгадать тайны этих экспериментов.
Нововведения
- Новая механика и ключевое слово «Магнетизм». Этим свойством обладают только существа типа «Механизм». Разыгрывание карты с «Магнетизмом» слева от другого уже стоящего на столе «механизма» приведёт к объединению их характеристик и эффектов в одно более мощное существо; разыгрывание же карты с «Магнетизмом» справа от «механизма» к объединению не приведёт, и на столе будут 2 отдельных существа, как обычно. В «Проект Бумного дня» для поддержки новой механики было добавлено и большое количество обычных «механизмов» без «Магнетизма».
- Заклинания «Проекты». Это дешёвые заклинания стоимостью 1-2 единицы маны, которые обладают сильным эффектом, но дают выгоду сразу обоим игрокам.
- Карты «Омега». Эффект таких карт становится значительно сильнее, если разыгрывать их с 10 постоянными кристаллами маны[137].

Одиночное приключение «Головоломки Доктора Бума»
Одиночное приключение было выпущено 21 августа 2018 года в виде более, чем 100 головоломок на основе различных механик Hearthstone и является бесплатным. Здесь игрокам предоставляется заранее определённое игровое состояние и они должны попытаться выполнить поставленную задачу. Головоломки разделены на 4 типа: «Смерть» — нужно выиграть матч во время своего хода; «Отражение» — нужно создать зеркальное отображение стола противника; «Очистка стола» — поле боя должно быть очищено от существ; «Выживание» — нужно выжить до следующего хода.

## Растахановы игрища
| Иноязычные издания | Иноязычные издания |
| Издание            | Оценка             |
| ------------------ | ------------------ |
| Destructoid        | 6,5 / 10           |
| Eurogamer          | 7 / 10             |
| Gamereactor        | 7 / 10             |
| Multiplayer.it     | 7 / 10             |
| Spaziogames.it     | 6,9 / 10           |
| Everyeye.it        | 7,5 / 10           |
| Softpedia          | 7,5 / 10           |

Описание и сюжет
Дополнение было выпущено 4 декабря 2018 года. Правитель троллей Растахан собрал всех желающих для проведения гладиаторских боёв на знаменитой арене Гурубаши в джунглях Тернистой долины. Каждую из девяти команд, разделённых по классам, возглавляет один из богов Лоа, которым поклоняются тролли, и у каждой же команды есть свой легендарный чемпион — очень сильный гладиатор. Команды также поддерживаются неуловимыми духами, которые дают мощные дары тем, кто их вызывает. В игре каждый класс получил легендарные карты этих Лоа и защитников. Игрокам предлагается присоединиться к одной из команд и вступить в яростную схватку на арене.
Нововведения
- Новая механика и ключевое слово «Сверхурон». Когда карта с таким свойством наносит урон, превышающий здоровье цели, то срабатывает дополнительный эффект.
- Существа «Духи». Это недорогие существа с характеристиками 0/3, с мощными постоянными эффектами и с маскировкой на один ход после появления на столе. Каждому классу было добавлено по одному такому «Духу», имеющим синергию с эффектом соответствующей легендарной карты бога «Лоа»[145].

Одиночное приключение «Игрища»
Одиночное приключение было выпущено 13 декабря 2018 года  и является бесплатным. Оно аналогично одиночному приключению «Поход в подземелье», однако в «Игрищах» всего 8 возможных боссов, по одному на каждый раунд. Игроку в роли Риккара, амбициозного молодого тролля, предлагают завоевать победу в игрищах во славу своего Лоа. Особенностью приключения являются «идолы» — мощные существа, наполненные силой Лоа команды и обладающие очень мощным эффектом. В начале матча они уже находятся на столе и после уничтожения впадают в спячку на три хода, а игрок при этом теряет пассивные бонусы. В зависимости от выбранных «идолов» у первых нескольких боссов меняется колода, что добавляет разнообразия в походе. Уничтожение «идолов» противника и защита своих — ключ к победе в «Игрищах».

## Возмездие теней
| Иноязычные издания | Иноязычные издания |
| Издание            | Оценка             |
| ------------------ | ------------------ |
| Destructoid        | 7,5 / 10           |
| Eurogamer          | 8 / 10             |
| Gamereactor        | 8 / 10             |
| Spaziogames.it     | 8,1 / 10           |
| Everyeye.it        | 8,0 / 10           |
| 1337.games         | 9 / 10             |
| Softpedia          | 8 / 10             |
| Criticalhit.net    | 8,0 / 10           |
| Enternity.gr       | 9 / 10             |
| Vgn.it             | 8,5 / 10           |

Описание и сюжет
Дополнение было выпущено 9 апреля 2019 года, вместе с ним начался и новый год в игре — «год Дракона», поэтому наборы 2017 года — «года Мамонта» — «Экспедиция в Ун’Горо», «Рыцари Ледяного Трона» и «Кобольды и катакомбы» планово покинули «Стандартный формат». Дополнение повествует об ограблении и похищении Даларана — парящего города магов. Коварный план по захвату Даларана разработали известные злодеи из предыдущих дополнений: вор Рафаам, гадалка Мадам Лазул, король Вихлепых, ведьма Хагата и доктор Бум, которые объединились для этой цели в специальную «Лигу ЗЛА», где у каждого из её членов есть свои гнусные цели. Жестокие злодеи припрятали в рукаве несколько знакомых трюков, а чтобы претворить свои планы в жизнь, они собрали армию прихвостней. Защитники же магического города пытаются дать отпор с помощью новых заклинаний. В игре все классы также были разделены на 2 группировки: к «Лиге ЗЛА» примкнули «Воин», «Чернокнижник», «Шаман», «Разбойник» и «Жрец», а к «защитникам Даларана» — «Маг», «Паладин», «Друид» и «Охотник». И игрокам тоже предлагается вступить в эту борьбу на одной из сторон.
Нововведения
- Новая механика и ключевое слово — «Дуплет». Это заклинания, которые были введены только для классов «защитников Даларана»: «Мага», «Паладина», «Друида» и «Охотника». После розыгрыша такой карты в руку добавляется её копия, но уже без ключевого слова «Дуплет». Таким образом, заклинание с «Дуплетом» можно разыграть два раза.
- Заклинания «Козни». Это заклинания, которые были введены только для классов «Лиги ЗЛА»: «Воина», «Чернокнижника», «Шамана», «Разбойника» и «Жреца». Пока такие заклинания находятся в руке игрока, их сила возрастает каждый ход.
- Существа «Прихвостни». Это существа, которых можно получить в руку только из других карт в ходе игры, и это могут сделать только классы «Лиги ЗЛА»: «Воин», «Чернокнижник», «Шаман», «Разбойник» и «Жрец». «Прихвостни» обладают хорошими боевыми кличами при стоимости в одну единицу маны и характеристиках 1/1. Всего было создано 5 различных «Прихвостней», но в следующих дополнениях 2019 года «Спасители Ульдума» и «Натиск драконов» в игру были добавлены ещё 2 таких существа. Таким образом, их количество увеличилось с 5 до 7[157].

Одиночное приключение «Похищение Даларана»
Одиночное приключение было выпущено 16 мая 2019 года и является платным. Игроку по поручению «Лиги ЗЛА» необходимо захватить полный сокровищ волшебный город Даларан; в первой главе — вломиться в банк Даларана и разграбить его самые ценные артефакты, во второй — победить охранников волшебной тюрьмы и высвободить узников, в третьей — разгромить торговцев Даларана и захватить центр города, в четвёртой — одолеть жителей подземных туннелей и активировать ракеты доктора Бума, и, наконец, в пятой — сразиться с лидерами Кирин-Тора и захватить весь город. «Похищение Даларана» похоже по своей концепции на одиночное приключение «Поход в подземелье», однако есть и существенные изменения. Здесь в каждой главе в ходе её прохождения действует своё особое правило. Также в приключении появились таверны, в которых в перерывах между некоторыми боями можно настраивать свою колоду: добавлять в неё новых существ, убирать их, удешевлять, усиливать и дополнять прочими полезными бонусами. По мере выполнения определённых заданий, открываются альтернативные классовые способности героев и дополнительные стартовые колоды, среди которых есть и «случайная колода», которая вносит разнообразие во время первых матчей. Помимо этого, отслеживаются статистика и прогресс прохождения по главам, героям, силам героев и стартовым колодам. После завершения всех глав открывается «Аномальный режим», при активации которого до конца прохождения будет действовать случайный эффект. Некоторые эффекты незначительны, другие же меняют игровой процесс полностью. Приключение «Похищение Даларана» приобретается за платную или бесплатную игровые валюты, но в награду за прохождение игроки получают много наборов карт дополнения «Возмездие теней».

## Спасители Ульдума
| Иноязычные издания    | Иноязычные издания |
| Издание               | Оценка             |
| --------------------- | ------------------ |
| Destructoid           | 6,5 / 10           |
| Eurogamer             | 7 / 10             |
| Gamereactor           | 8,5 / 10           |
| Multiplayer.it        | 7,5 / 10           |
| Spaziogames.it        | 7,2 / 10           |
| Everyeye.it           | 7 / 10             |
| 1337.games            | 8,5 / 10           |
| Criticalhit.net       | 6,5 / 10           |
| Enternity.gr          | 7 / 10             |
| Vgn.it                | 7,5 / 10           |
| Oyungezer.com.tr      | 7,0 / 10           |
| Русскоязычные издания |                    |
| Издание               | Оценка             |
| Greatgamer.ru         | 8,4 / 10           |

Описание и сюжет
Дополнение было выпущено 6 августа 2019 года. После событий предыдущего набора «Возмездие теней», где вор Рафаам и «Лига ЗЛА» украли парящий город Даларан, они перенесли его на юг, в пустыню Ульдум — страну тайных сокровищ, мумий и загадочных кар. Здесь злодеи уже приступили к реализации своего очередного плана, и, чтобы остановить их, сюда прибыли Рено Джексон, Бранн Бронзобород, Элиза Звездочёт и Сэр Финли Мрргглтон — знакомые герои из приключения 2015 года «Лига исследователей». В игре они стали новыми легендарными существами со старой механикой, требующей отсутствия одинаковых карт в колоде. А игрокам снова предлагается вступить в это противостояние между «Лигой ЗЛА» и «защитниками Даларана».
Нововведения
- Новая механика и ключевое слово — «Перерождение». Существа с таким свойством возрождаются после первой смерти, но после перерождения имеют только 1 единицу здоровья. На поле боя существа с этой механикой имеют вокруг себя потрескавшееся голубое свечение.
- Заклинания «Кары». Это заклинания, которые были введены только для классов «Лиги ЗЛА»: «Воина», «Чернокнижника», «Шамана», «Разбойника» и «Жреца». Они способны частично или полностью изменить расклад сил на игровом поле, но воздействуют и на своих, и на вражеских существ.
- Получила развитие механика «Задача». Данная механика впервые появилась в дополнении 2017 года «Экспедиция в Ун’Горо», но за выполнение «Задачи» из «Спасителей Ульдума» в качестве награды игрок получает не мощную карту, а новую «силу героя». Каждому классу в игре было добавлено по одной карте с этой механикой[171].

Одиночное приключение «Гробницы ужаса»
Одиночное приключение было выпущено 17 сентября 2019 года и является платным. Лидеры «Лиги ЗЛА» приготовились освободить могущественного Повелителя кар, а игроку предлагается в роли одного из героев смелой четвёрки «Лиги исследователей» предотвратить эту угрозу. «Гробницы ужаса» аналогичны предыдущему одиночному приключению «Похищение Даларана», но с небольшими своими новшествами. Главная особенность — двухклассовые герои, что даёт возможность формировать колоду из карт сразу обоих классов. Также каждая глава заканчивается уникальным боссом — Повелителем кары с огромным запасом здоровья по сравнению с другими боссами. Его непросто одолеть за один заход, поэтому запас здоровья в конце боя у него не восстанавливается, и в следующем походе он будет иметь прежний остаток здоровья. В финальной главе в распоряжении игрока будет каждый из четырёх героев, и он сразу же встретится с Повелителем кары. Как только первый исследователь проиграет, на его место нужно выбрать другого; битву можно проиграть, только если потерпят поражение все четыре героя. Приключение «Гробницы ужаса» приобретается за платную или бесплатную игровые валюты, но в награду за прохождение игроки получают много наборов карт дополнения «Спасители Ульдума».

## Натиск драконов
| Иноязычные издания | Иноязычные издания |
| Издание            | Оценка             |
| ------------------ | ------------------ |
| Eurogamer          | 8 / 10             |
| Thegamer.com       | 4 / 5              |
| Gamereactor        | 9 / 10             |
| Spaziogames.it     | 7,7 / 10           |
| Everyeye.it        | 7,5 / 10           |
| 1337.games         | 9 / 10             |
| Gameheadline.xyz   | 4 / 5              |
| Criticalhit.net    | 8,0 / 10           |

Описание и сюжет
Дополнение было выпущено 10 декабря 2019 года. После событий предыдущего набора «Спасители Ульдума» вор Рафаам и его приспешники из «Лига ЗЛА» бежали, прихватив с собой парящий город Даларан и последнюю кару. Её они использовали, чтобы возродить одно из самых сильнейших существ Азерота — Галакронда, прародителя всех драконов — и обрушились на Нордскол с новой разрушительной силой. Лига исследователей вновь объединилась и вступила с ними в заключительную схватку в небесах над Драконьим погостом, и в этом героям помогают другие драконы. А игрокам в очередной раз предлагается подключиться в эту затянувшуюся борьбу.
Нововведения
- Новые карты типа «Герой» — «Галакронд». В игре «Галакронд» предстал в виде легендарной карты типа «Герой» для каждого из 5 классов «Лиги ЗЛА»: «Воина», «Чернокнижника», «Шамана», «Разбойника» и «Жреца». У него есть три формы, и с каждой новой формой сила боевого клича «Галакронда» увеличивается вдвое. Для перехода ко второй форме нужно сыграть 2 карты с новым свойством «Воззвание», для перехода к третьей форме — 4 карты с «Воззванием». При разыгрывании такой карты всегда срабатывает «сила героя» «Галакронда», где бы он ни находился в это время. «Сила героя» уникальна для каждого[182] из 5 представленных классов[183].
- Новая механика и ключевое слово «Воззвание». Эта механика создана исключительно для «Героев» «Галакрондов» и для владеющих ими классов «Лиги ЗЛА»: «Воина», «Чернокнижника», «Шамана», «Разбойника» и «Жреца». Если у игрока есть «Галакронд» в руке, в колоде или на поле боя, то при разыгрывании карты со свойством «Воззвание» всегда срабатывает «сила героя» «Галакронда», где бы он ни находился в это время. Карты с «Воззванием» необходимы для улучшения боевого клича «Галакронда».
- Новое ключевое слово «Побочная задача». Это заклинания, которые были введены только для классов «защитников Даларана»: «Мага», «Паладина», «Друида» и «Охотника». «Побочные задачи» очень похожи на обычные «Задачи» из дополнений «Экспедиция в Ун’Горо» и «Спасители Ульдума», но не являются легендарными, их присутствие в стартовой руке до этапа выбора карт необязательно, выполнить такие задачи легче, но и награда за выполнение поскромнее. Одновременно могут быть активны несколько «Побочных задач».
- Заклинания «Драконье дыхание». Эффект этих заклинаний становится мощнее, если в руке игрока есть «дракон». Каждому классу в дополнении было добавлено по одному такому «Драконьему дыханию», а также по одному легендарному существу типа «Дракон» с сильным эффектом.
- Карты «Исследователи драконов». Это существа, которые были введены только для классов «защитников Даларана»: «Мага», «Паладина», «Друида» и «Охотника». Боевой клич «Исследователей драконов» позволяет раскопать карту «дракона»[181].

## Пробуждение Галакронда
Описание и сюжет
Приключение было выпущено 21 января 2020 года. Оно не было интегрировано в предыдущее дополнение «Натиск драконов» в виде одиночного приключения, а было выпущено самостоятельным набором с введением новых карт, как это было на заре игры, начиная с «Проклятия Наксрамаса». Новых же механик введено не было, но были добавлены карты с механиками шедшего тогда «года Дракона», тем самым «Пробуждение Галакронда» стало родоначальником формата выхода контента в игре в виде мини-наборов, которые начали выпускаться с 2021 года. Приобрести приключение можно за платную или бесплатную игровые валюты. Оно стало завершающим в цикле сюжетных приключений «года Дракона». По сюжету Лига исследователей продолжает гнаться по пятам за бандитами «Лиги ЗЛА», чтобы предотвратить возвращение Галакронда, а игрокам в каждой главе предлагается преодолеть по три сражения за обе противоборствующие стороны, используя уже готовую специфическую колоду. Необходимо как помочь «Лиге ЗЛА» пробудить Галакронда, так и помешать этому усилиями героев Лиги исследователей. Пройдя до конца обе сюжетные линии, можно увидеть две совершенно разные концовки. Таким образом, в общей сложности в приключении 24 особенных босса. После победы над каждым из них игроки получают одну-две карты в свою коллекцию, и в итоге — все 35 уникальных карт «Пробуждения Галакронда». Также в приключении есть героический режим, где нужно составить и использовать только собственную колоду, а наградой за прохождение являются косметические предметы.

## Иллидари-посвящённый
2 апреля 2020 года в преддверии выхода в игре в дополнении «Руины Запределья» нового класса — «Охотника на демонов» — были выпущены: этот специальный набор из 20 карт нового класса «Иллидари-посвящённый», чтобы он не отставал по количеству карт от остальных героев, и бесплатное одиночное приключение «Пролог Охотника на демонов», пройдя которое игроки получают в свою коллекцию эти 20 карт набора «Иллидари-посвящённый», а также 10 карт класса в его «Базовый набор». Чтобы «Охотник на демонов» догнал по количеству карт остальных героев, для него в течение всего «года Феникса» добавлялись не по 10, а по 15 новых классовых карт, а нейтральных было на 5 меньше обычного. Набор относится к «году Дракона», поэтому он ушёл в «Вольный формат» с ротацией 2021 года.
Одиночное приключение «Пролог Охотника на демонов»
Одиночное приключение было выпущено 2 апреля 2020 года вместе со специальным набором «Иллидари-посвящённый» и является бесплатным. Это особый сюжетный пролог, посвящённый новому классу «Охотник на демонов». Он состоит из четырёх миссий, в которых игрокам предстоит увидеть историю главного охотника Иллидана Ярости Бури его собственными глазами и понять, как он перешёл на сторону демонов и за что был заточён много лет. По завершении пролога игроки бесплатно получают сам класс, все 10 его «базовых» карт и набор «Иллидари-посвящённый», состоящий из 20 карт.

## Руины Запределья
| Иноязычные издания    | Иноязычные издания |
| Издание               | Оценка             |
| --------------------- | ------------------ |
| Eurogamer             | 8 / 10             |
| IGN                   | 6,5 / 10           |
| Gamereactor           | 8 / 10             |
| Multiplayer.it        | 7,8 / 10           |
| Everyeye.it           | 7 / 10             |
| Enternity.gr          | 8 / 10             |
| 3rd-strike.com        | 7,8 / 10           |
| Sitegeek.fr           | 9 / 10             |
| Mavikol.com           | 8,6 / 10           |
| Русскоязычные издания |                    |
| Издание               | Оценка             |
| Greatgamer.ru         | 8,3 / 10           |
| Gamemag.ru            | 8 / 10             |

Описание и сюжет
Дополнение было выпущено 7 апреля 2020 года, вместе с ним начался и новый год в игре — «год Феникса», поэтому наборы 2018 года — «года Ворона» — «Ведьмин лес», «Проект Бумного дня» и «Растахановы игрища» планово покинули «Стандартный формат». События в сете разворачиваются в мире Запределья, который был разорён и опустошён силами Ржавеющего Легиона, состоящего из опасных чудовищ, усиленных ржавыми механизмами. Но в этих руинах ещё остался последний оплот цивилизации — Чёрный храм, а самопровозглашённому повелителю Иллидану Ярости Бури и его армии охотников на демонов предстоит возглавить спасение разрушенного мира. В игре Иллидан предстал в виде нового класса «Охотника на демонов», знакомству с которым посвящено выпущенное чуть ранее одиночное приключение «Пролог Охотника на демонов».
Нововведения
- Новый класс — «Охотник на демонов». В игре, впервые с момента её выхода, появился новый, десятый по счёту, класс — «Охотник на демонов». Школа его заклинаний — «Скверна», тип существ — «Демоны», а «сила героя» — «Когти демона» — даёт +1 к атаке героя до конца хода и стоит всего одну единицу маны, в отличие от всех остальных классов. Для нового класса также была введена новая механика «Изгой».
- Новая механика и ключевое слово для класса «Охотник на демонов» — «Изгой». Эффект карт с этим свойством срабатывает, когда они разыгрываются из крайней левой или из крайней правой позиции в руке.
- Новое ключевое слово — «Спячка». Существа с таким свойством постоянно присутствуют на столе в особой форме и ничем не убираются с него, пока не будет выполнено условие выхода из этой «Спячки». У «спящих» существ, также как и у обычных, видны их характеристики и манастоимость. Эта механика не является новой: она аналогична одному из видов «Постоянной формы существа на столе» из дополнения 2017 года «Экспедиция в Ун’Горо». Теперь же, ввиду того, что в игру было добавлено ещё несколько карт со «Спячкой» — существ «Пленных демонов» — старой механике добавили своё ключевое слово для более рационального использования места на карте.
- Существа «Пленные демоны». Это существа с новым ключевым словом «Спячка». Входя в игру, они погружаются в «Спячку» на 2 хода, а при пробуждении активируют свои эффекты.
- Существа «Совершенные». Эти существа после смерти замешивают в колоду улучшенные версии самих себя. Каждый из классов, за исключением «Охотника на демонов», получил по одному такому легендарному существу.
- Заклинания «Манускрипты» для класса «Паладин». Стоимость таких заклинаний можно уменьшить до конца игры с помощью других связанных с ними карт[197].

Одиночное приключение «Испытание скверной»
Одиночное приключение было выпущено 17 июня 2020 года и является бесплатным. Оно состоит из пяти глав, в которых игроку в роли Аранны Звездочёт предлагается, объединив силы с Иллиданом и охотниками на демонов, сразиться со Ржавеющим Легионом. А после победы над его предводителем Меха-Джараксусом, Аранна встретится и со своим союзником Иллиданом, чтобы решить судьбу невиновных прислужников Ржавеющего Легиона. В приключении также есть усложнённый режим испытаний, где большинство боссов являются уникальными и не встречаются в обычном режиме, а для прохождения необходимо использовать только собственную колоду. Всего существует 26 уникальных боссов.

## Некроситет
| Иноязычные издания    | Иноязычные издания |
| Издание               | Оценка             |
| --------------------- | ------------------ |
| Eurogamer             | 7 / 10             |
| IGN                   | 8,3 / 10           |
| Gamereactor           | 8 / 10             |
| Multiplayer.it        | 8,0 / 10           |
| Spaziogames.it        | 7,8 / 10           |
| Everyeye.it           | 8,5 / 10           |
| Gameheadline.xyz      | 4,5 / 5            |
| Techpulse.be          | 9 / 10             |
| 3rd-strike.com        | 8,0 / 10           |
| Sitegeek.fr           | 8,5 / 10           |
| Mavikol.com           | 7,5 / 10           |
| Русскоязычные издания |                    |
| Издание               | Оценка             |
| Greatgamer.ru         | 8,4 / 10           |

Описание и сюжет
Дополнение было выпущено 6 августа 2020 года. Оно повествует об обучении в школе магии Некроситет под руководством её небезызвестного директора Кел'Тузада, который появлялся со своей нежитью ещё в самом первом приключении Hearthstone — «Проклятие Наксрамаса». В учебном заведении проводят курсы по самым разнообразным волшебным искусствам, и имеется возможность учиться сразу двум дисциплинам одновременно, а в подземельях обитают и плетут козни жуткие существа всё того же Кел'Тузада. Игрокам тоже предлагается подчинить магию своей воле и занять место в школе.
Нововведения
- Новая механика и ключевое слово — «Резонанс». Если карта с таким свойством уже находится на поле боя игрока, то после следующего розыгрыша им заклинания сработает одноразовый эффект «Резонанса». «Резонансом» обладают существа и оружие, а на поле боя такие карты имеют внизу специальный значок в виде искр.
- «Двухклассовые» карты. Такие карты можно положить в колоду или получить как классовые в ходе игры как одному, так и второму определённому классу. Все классы в игре были разделены тематически на пары таким образом, что каждый класс стал связан с двумя другими определёнными классами через общие «Двухклассовые» карты. Всего таких карт — 40, среди них есть и легендарные существа научных руководителей. Механика «Двухклассовых» карт очень похожа на механику «Трёхклассовых» карт из дополнения 2016 года «Злачный город Прибамбасск», но «Двухклассовые» карты для обозначения принадлежности карты просто имеют слева цвет одного класса, а справа — цвет другого.
- Заклинания «Учебные дисциплины». Эти заклинания стоят 1 единицу маны и раскапывают карту определённого типа, разного для каждого из классов, и понижают на 1 стоимость разыгрывания следующей карты этого же типа.
- Новая механика «Фрагмент души» для классов «Охотник на демонов» и «Чернокнижник». Одни карты замешивают «Фрагменты души» в колоду, при взятии которых герой восстанавливает по 2 единицы здоровья, другие — дают мощный эффект, уничтожая «Фрагмент души» в колоде. Также была введена легендарная карта, которая за каждый «Фрагмент души» в колоде призывает существ на стол.
- Взаимодействие карты с косметическим игровым полем. Была введена одна карта, эффект которой меняется в зависимости от текущего внешнего вида игрового поля[211].

Одиночное приключение «Книга героев»
Одиночное приключение является бесплатным и было разделено на 11 глав, которые периодически выходили по одной в течение длительного времени с 15 сентября 2020 года по 1 июня 2022 года. Приключение рассказывает истории обо всех героях Hearthstone, а первая глава, тематически связанная с «Некроситетом», посвящена Джайне Праудмур и описывает её историю превращения из ученицы мага в могущественную волшебницу. «Книга героев» аналогична по своей концепции одиночному приключению «Поход в подземелье», но имеет только 8 возможных боссов для каждого героя, за исключением последнего, небазового для игры, героя Фаэлина, для которого имеется 20 боссов. Суммарно в приключении игрок должен преодолеть 100 различных противостояний с боссами. Также, если игрок проигрывает раунд, он может повторить попытку с этого места, а не начинать поход заново.

## Ярмарка безумия
| Иноязычные издания    | Иноязычные издания |
| Издание               | Оценка             |
| --------------------- | ------------------ |
| Eurogamer             | 8 / 10             |
| IGN                   | 7,5 / 10           |
| Gamereactor           | 6 / 10             |
| Multiplayer.it        | 7,8 / 10           |
| Spaziogames.it        | 7,9 / 10           |
| Everyeye.it           | 7,5 / 10           |
| Gameheadline.xyz      | 4,5 / 5            |
| Techpulse.be          | 7 / 10             |
| Gamepark.cz           | 7 / 10             |
| Русскоязычные издания |                    |
| Издание               | Оценка             |
| Greatgamer.ru         | 8,1 / 10           |

Описание и сюжет
Дополнение было выпущено 17 ноября 2020 года. Оно повествует о таинственной Ярмарке Новолуния, организованной её основателем Сайласом Новолунием. Здесь игроков ждут самые разные аттракционы и развлечения: зоопарк с экзотическими животными, горки с сомнительными деталями, карусели с жуткой музыкой, метание колец, лотерейные билеты, поиск редких сокровищ и конечно же набор сладких и острых угощений. Но эту атмосферу веселья и радости омрачают находящиеся в тенистых укрытиях Ярмарки загадочные древние боги, уже появлявшиеся в дополнении 2016 года «Пробуждение древних богов»: К’Тун, Йогг-Саррон, Н’Зот и И’Шарадж. Теперь они снова предстали в игре, но уже в виде новых версий.
Нововведения
- Новая механика и ключевое слово — «Порча». Карты с этим свойством, находясь в руке игрока, улучшаются при разыгрывании им любой карты более высокой стоимости; ключевое слово при этом меняется с «Порчи» на «Под порчей». Есть и такие карты, которые могут быть «Под порчей» и улучшаться несколько и даже неограниченное количество раз.
- Уникальные механики 4 древних богов. Все 4 бога обладают очень сильным боевым кличем, каждому из них соответствует свой тип колоды, и в поддержку каждому было добавлено новое заклинание «Артефакт» с эффектом, напоминающим способности оригинальных версий древних богов.
  - Бог «К'Тун Расколотый». В «Начале матча» раскалывается на части, замешивая 4 свои заклинания стоимостью 5 единиц маны в колоду. Как только игрок найдёт и разыграет все эти части, уже сам «К'Тун Расколотый», наносящий «боевым кличем» большой урон всем противникам, замешается в колоду.
  - Бог «Йогг-Сарон, Владыка Судьбы». Если игрок разыграл не менее 10 заклинаний во время игры, тот этот бог своим «боевым кличем» случайным образом выбирает и использует одно из шести своих мощных разноплановых заклинаний.
  - Бог «Н'Зот, бог глубин». Воскрешает своим «боевым кличем» по одному существу каждого типа, погибшему в матче на стороне игрока; это позволяет сразу заполнить весь стол сильными угрозами, а если места для всех не хватает, то существа для воскрешения выбираются случайным образом.
  - Бог «И'Шарадж Осквернитель». Своим «боевым кличем» даёт в руку игроку копии всех карт «Под порчей», сыгранных им в этом матче, и на этом ходу позволяет разыграть их без затрат по мане; это позволяет сразу заполнить весь стол сильными угрозами[223].

#### Мини-набор «Гонки Новолуния»
Мини-набор был выпущен 21 января 2021 года. Это первый в истории игры мини-набор, а общее количество карт в этом и последующих мини-наборах было решено установить на уровне 35 штук (4 легендарных, 1 эпическая, 14 редких и 16 обычных). По сюжету игрокам предлагается побороться за славу, поучаствовав в опасных и головокружительных гонках с величайшими ветеранами, представленными в игре в виде легендарных существ. «Гонки Новолуния» стали частью дополнения «Ярмарка безумия», и увеличили количество его карт со 135 до 170 штук. В мини-наборе можно встретить такие знакомые механики «года Феникса», как «Спячка», существа «Совершенные», «Резонанс», «Двухклассовые» карты и «Порча».

## Закалённые степями
| Иноязычные издания    | Иноязычные издания |
| Издание               | Оценка             |
| --------------------- | ------------------ |
| Eurogamer             | 8 / 10             |
| IGN                   | 7,5 / 10           |
| Gamereactor           | 9 / 10             |
| Spaziogames.it        | 8 / 10             |
| Gameheadline.xyz      | 4,5 / 5            |
| Thegamesmachine.it    | 7,5 / 10           |
| Criticalhit.net       | 7,5 / 10           |
| Русскоязычные издания |                    |
| Издание               | Оценка             |
| Greatgamer.ru         | 7,9 / 10           |

Описание и сюжет
Дополнение было выпущено 30 марта 2021 года, вместе с ним начался и новый год в игре — «год Грифона», поэтому наборы 2019 года — «года Дракона» — «Возмездие теней», «Спасители Ульдума», «Натиск драконов», «Пробуждение Галакронда» и «Иллидари-посвящённый» планово покинули «Стандартный формат». Действие дополнения происходит на перекрёстке дорог в пыльной саванне, где собрались многие её старожилы, чтобы доказать свою ценность в боях. Игрокам также предлагается отправиться в это приключение по выжженным солнцем бескрайним землям, где когда-то зародилась Орда, завербовать легендарных наёмников и закалиться в битвах против обитателей степей: разбойничьих племён, шипастых свинобразов, свирепых кентавров и гарпий. В игру эти наёмники были добавлены по одному для каждого класса в виде легендарных существ.
Нововведения
- Новая механика и ключевое слово — «Бешенство». Когда существа с этим свойством впервые получают урон и выживают, то они активируют свой мощный одноразовый эффект. На поле боя такие карты имеют внизу специальный значок в виде искр.
- «Школы» для заклинаний. Аналогично существам, у которых может быть какой-то тип, для заклинаний были введены свои типы, названные школами. В связи с этим многие уже вышедшие заклинания были изменены и добавлены в соответствующие им школы, что позволяет придумывать новые сочетания и комбинации карт. Теперь заклинания могут, но не обязательно, относиться к одной из семи школ:
  - Тайная магия. Манипулирует маной и существами на столе. Используется в основном классами «Маг» и «Друид».
  - Огонь. Наносит урон существам и героям. Используется в основном классами «Маг» и «Чернокнижник».
  - Лёд. Замораживает существ и героев. Используется в основном классами «Маг», «Шаман» и «Рыцарь смерти».
  - Природа. Усиливает стол и героев. Используется в основном классами «Шаман» и «Друид».
  - Свет. Исцеляет существ и героев. Используется в основном классами «Паладин» и «Жрец».
  - Тьма. Уничтожает существ и наносит урон. Используется в основном классами «Чернокнижник», «Жрец» и «Рыцарь смерти».
  - Скверна. Управляет «демонами» и наносит урон. Используется в основном классами «Чернокнижник» и «Охотник на демонов».
- «Ранговые» заклинания. Такие заклинания имеют 3 ранга. Их сила возрастает после достижения игроком пяти (второй ранг) и десяти (третий ранг) постоянных кристаллов маны.
- Существа «Повозки». Эффект у таких существ срабатывает только в начале хода контролирующего их игрока[233].

Одиночное приключение «Книга наёмников»
Одиночное приключение является бесплатным и было разделено на 10 глав, которые периодически выходили по одной в течение длительного времени с 6 апреля 2021 года по 17 марта 2022 года. Приключение рассказывает истории обо всех наёмниках из степей, а первая глава, тематически связанная с «Закалёнными степями», посвящена будущей героине Орды — Рокаре. «Книга наёмников» аналогична по своей концепции одиночному приключению «Поход в подземелье», но имеет только 8 возможных боссов для каждого героя-наёмника. Суммарно в приключении игрок должен преодолеть 80 различных противостояний с боссами. Также, если игрок проигрывает раунд, он может повторить попытку с этого места, а не начинать поход заново.

#### Мини-набор «Пещеры Стенаний»
Мини-набор был выпущен 3 июня 2021 года. Игрокам вместе со знакомыми искателями приключений предлагается спуститься в одно из самых известных подземелий в степях, сразиться с жуткими существами и пробудить верховного друида Наралекса. В игре все 4 легендарные карты существ предстали в виде опаснейших боссов из этого подземелья, а также появились существа «Пилигримы»: их можно получить в руку или призвать на стол только из других карт в ходе игры, они стоят 2 единицы маны, обладают характеристиками 2/2 и всегда случайно получают один из восьми базовых эффектов. «Пещеры Стенаний» стали частью дополнения «Закалённые степями», и увеличили количество его карт со 135 до 170 штук. В мини-наборе можно встретить такие знакомые механики «года Грифона», как «Бешенство» и «Школы» заклинаний.

## Сплочённые Штормградом
| Иноязычные издания  | Иноязычные издания |
| Издание             | Оценка             |
| ------------------- | ------------------ |
| Eurogamer           | 9 / 10             |
| IGN                 | 6 / 10             |
| Gamereactor         | 6 / 10             |
| 1337.games          | 8,5 / 10           |
| Gameheadline.xyz    | 4,5 / 5            |
| Ilvideogiocatore.it | 7,5 / 10           |

Описание и сюжет
Дополнение было выпущено 3 августа 2021 года. Оно отправляет наёмников и игроков из степей в столицу Альянса и самый крупный человеческий город в Азероте — Штормград. Здесь бурлит оживлённая торговля и обмен между лавочниками и искателями приключений, есть великолепное снаряжение, потрясающие средства транспорта, это лучшая локация для отдыха и подготовки к пути. В таком месте опасность поджидает на каждом шагу, она есть даже внутри стен замка, и чтобы город не пал, старые и новые союзники должны объединиться для его защиты, стать сплочёнными Штормградом.
Нововведения
- Новая механика и ключевое слово — «Можно обменять». Карты с этим свойством можно за 1 единицу маны поместить обратно в колоду, а взамен взять другую случайную карту; на таких картах в левом верхнем углу есть специальный значок переработки в виде двух дуговых стрелочек. Механика «Можно обменять» делает игру более гибкой и удобной: карту с этим свойством можно убирать обратно в колоду, если она не нужна, и одновременно с этим перебирать колоду в поисках нужных карт.
- Новое ключевое слово — «Цепочка заданий». «Цепочки заданий» очень похожи на обычные «Задачи» из дополнений «Экспедиция в Ун’Горо» и «Спасители Ульдума»: они тоже являются легендарными заклинаниями, стоят 1 единицу маны и находятся в руке с самого начала игры до этапа выбора карт, но включают в себя 3 этапа заданий, после выполнения каждого из которых игрок получает небольшую награду, а финальным призом является легендарное существо-наёмник с мощным боевым кличем, которое стоит 5 единиц маны и обладает хорошими характеристиками атаки и здоровья. Каждому классу в игре было добавлено по одной карте с механикой «Цепочка заданий».
- Оружие «Профессиональное снаряжение». Это оружие без атаки, которое при определённых условиях теряет 1 единицу прочности и даёт полезный эффект.
- Заклинания «Скакуны». Такие заклинания усиливают атаку и здоровье существа и дают ему «Предсмертный хрип», призывающий скакуна с характеристиками, равными усилению[242].

#### Мини-набор «Мёртвые копи»
Мини-набор был выпущен 2 ноября 2021 года. Он посвящён пиратам, разбойникам и грабителям из Братства справедливости — организации, изначально состоявшей в основном из ремесленников, которым правительство Штормграда не заплатило за восстановительные работы в городе, но которая теперь уже переросла в воров, убийц, пиратов и наёмников во главе с легендарным пиратом Эдвином ван Клифом и держит в страхе весь Штормград. В игру было введено много существ типа «Пират», своими «пиратами» обзавёлся каждый класс, за исключением «Охотника на демонов». «Мёртвые копи» стали частью дополнения «Сплочённые Штормградом», и увеличили количество его карт со 135 до 170 штук. В мини-наборе можно встретить такие знакомые механики «года Грифона», как «Школы» заклинаний и «Можно обменять».

## Разделённые Альтераком
| Иноязычные издания | Иноязычные издания |
| Издание            | Оценка             |
| ------------------ | ------------------ |
| Eurogamer          | 7 / 10             |
| IGN                | 7,5 / 10           |
| Gamereactor        | 6,5 / 10           |
| Spaziogames.it     | 7,7 / 10           |
| Everyeye.it        | 7,8 / 10           |
| 1337.games         | 8,7 / 10           |
| Gameheadline.xyz   | 4 / 5              |
| Techpulse.be       | 8 / 10             |
| Dexerto.com        | 7,5 / 10           |
| Godisageek.com     | 6,0 / 10           |

Описание и сюжет
Дополнение было выпущено 7 декабря 2021 года. Оно повествует о суровом по погодным условиям месте, где часты снежные бури и вьюги — Альтеракской долине. Игрокам предлагается принять участие в развернувшемся здесь противостоянии двух фракций World of Warcraft: Орды и Альянса. Здесь снова не обошлось без наёмников, которые сопровождают игроков в течение всего «года Грифона» и теперь пытаются переломить ход конфликта на сторону одной из этих фракций. Для каждого из 10 классов они предстали уже в виде карт типа «Герой», которые впервые появились в дополнении 2017 года «Рыцари Ледяного Трона» и обладают мощными боевыми кличами и «силами героев». А чтобы подчеркнуть здешний холодный климат, в игру было добавлено много заклинаний школы «Льда» и существ типа «Элементаль», обладающих эффектом заморозки.
Нововведения
- Новая механика и ключевое слово — «Почётная победа». Карты с таким свойством дают полезный эффект, когда наносят существу точный смертельный урон, то есть урон, равный количеству здоровья этого существа, без избытка. Похожая механика «Сверхурон» уже есть в игре и появилась в дополнении 2018 года «Растахановы игрища», но её эффект срабатывает при нанесении урона с избытком.
- Заклинания «Цели». После разыгрывания такого заклинания его эффект длится 3 хода, а визуально оно занимает одно из пяти мест в зоне героя, там же, где «Секреты» и «Задачи», и имеет свой специальный значок в виде молнии[254].

#### Мини-набор «Логово Ониксии»
Мини-набор был выпущен 15 февраля 2022 года. Он отправляет игроков в пристанище драконов Ониксии, которая также известна своим человеческим обличьем как Леди Престор. Вместе с драконом Казакусом они весь год плели интриги, а в их логове находятся осколки наару. И чтобы вернуть эти осколки, игрокам предлагается вместе с уже достигишими максимального уровня силы наёмниками отправиться в рейд против этих могущественных драконов. В игру было введено много существ типа «Дракон», в том числе и сами Ониксия и Казакус предстали в виде мощных легендарных «драконов». Новая версия Ониксии всё так же заполняет стол маленькими «дракончиками», но они теперь имеют механику «Натиск» и на единицу больше атаки, а сама Ониксия неуязвима, пока эти «дракончики» находятся на столе. А «дракон» Казакусан при определённых условиях позволяет игрокам через серию интерфейсов, похожих на механику «Раскопка» из приключения 2015 года «Лига исследователей», создать взамен старой колоды новую, состоящую из 10 карт-сокровищ из 29 возможных, которые активно используются в режимах игры «Приключения» и «Дуэли» и многие из которых имеют очень сильный эффект. «Логово Ониксии» стало частью дополнения «Разделённые Альтераком», и увеличило количество его карт со 135 до 170 штук. В мини-наборе можно встретить такие знакомые механики «года Грифона», как «Бешенство», «Можно обменять» и «Почётная победа».

## Путешествие в Затонувший город
| Иноязычные издания | Иноязычные издания |
| Издание            | Оценка             |
| ------------------ | ------------------ |
| Eurogamer          | 7 / 10             |
| IGN                | 7,7 / 10           |
| Gamereactor        | 7 / 10             |
| Spaziogames.it     | 7,3 / 10           |
| 1337.games         | 8,3 / 10           |
| Gameheadline.xyz   | 4 / 5              |
| Thegamesmachine.it | 7,7 / 10           |
| Pledgetimes.com    | 7 / 10             |
| Gamelegends.it     | 9 / 10             |
| Game-experience.it | 8,0 / 10           |

Описание и сюжет
Дополнение было выпущено 12 апреля 2022 года, вместе с ним начался и новый год в игре — «год Гидры», поэтому наборы 2020 года — «года Феникса» — «Руины Запределья», «Некроситет» и «Ярмарка безумия» планово покинули «Стандартный формат». Действие дополнения происходит в древнем затонувшем городе под названием Зин-Азшари, и игрокам предлагается посмотреть на его чудесные места, исследовать глубины и выловить очень редкие сокровища. Но не всё так просто: здесь плавают поистине гигантские существа, хищные рыбы, а также обитают наги — воинственный змееподобный народ, мастера колдовства и заклинаний во главе с королевой Азшарой.
Нововведения
- Новая механика и ключевое слово — «Улов». Во время разыгрывания карты с таким свойством игрок смотрит 3 нижние карты из своей колоды и кладёт одну из них наверх; при этом колода не перемешивается.
- Новая механика и ключевое слово — «Гигант +X». «Гиганты» — это большие существа, которые всегда призываются на поле боя вместе со своими существами-конечностями, а «X» означает количество конечностей, которыми обладает тот или иной «Гигант». «Гиганты» и их конечности отлично дополняют друг друга, образуя вместе очень сильный эффект. Каждому классу в игре было добавлено по одной карте с механикой «Гигант +X».
- Новый тип существ — «Нага». Этот тип существ так или иначе взаимодействует с заклинаниями, и в основном эффективность «наг» зависит от количества и стоимости заклинаний, разыгранных во время их нахождения в руке или просто разыгранных в целом за ход или за матч; но есть и такие «наги», которые дают полезный бонус сразу, безо всяких дополнительных условий.
- Карты «Сокровища Азшары». Эти карты кладут в конец колоды похожую на себя карту, но обладающую более мощным эффектом. При этом колода игрока не перемешивается и, используя механику «Улов», можно быстро получить одну или несколько таких сильных карт в руку. Каждому классу в игре было добавлено по одному «Сокровищу Азшары»[266].

#### Мини-набор «Трон Приливов»
Мини-набор был выпущен 1 июня 2022 года. В нём две противоборствующие силы в глубине океана, в локации Трон Приливов, сражаются за господство над водой. Могущественному элементалю Нептулону, как хозяину Приливов, предстоит сразиться с гигантским осьминогом Озуматом, которого подчинили своей злой воле наги. В игре Нептулон и Озумат предстали в виде нейтральных легендарных существ с механикой «Гигант +X». «Трон Приливов» стал частью дополнения «Путешествие в Затонувший город» и увеличил количество его карт со 135 до 170 штук. В мини-наборе можно встретить такие знакомые механики «года Гидры», как «Улов», «Гигант +X» и существа типа «Нага».

## Убийство в замке Нафрия
| Иноязычные издания | Иноязычные издания |
| Издание            | Оценка             |
| ------------------ | ------------------ |
| Eurogamer          | 9 / 10             |
| IGN                | 8,7 / 10           |
| Gamereactor        | 9 / 10             |
| Spaziogames.it     | 8 / 10             |
| Gameheadline.xyz   | 5 / 5              |
| Techpulse.be       | 8 / 10             |
| Pledgetimes.com    | 9 / 10             |
| Impulsegamer.com   | 5 / 5              |

Описание и сюжет
Дополнение было выпущено 2 августа 2022 года. Оно повествует о загадочном убийстве правителя царства Ревендрет — Сира Денатрия — которого обвиняли в том, что он вызвал засуху жизненно необходимого ресурса — анимы. В местный замок Нафрия попадают грешные души, и здесь происходит добыча из этих душ анимы и их реабилитация перед отправкой в другие царства, а занимаются этим специально созданные Сиром Денатрием существа — вентиры, первый из которых — принц Ренатал — также был недоволен засухой анимы и поднял восстание против своего хозяина. Убийство произошло в том момент, когда Сир Денатрий пригласил 10 своих влиятельных коллег и врагов на светский ужин в свой замок Нафрия, чтобы опровергнуть слухи о том, что он копит аниму; а для расследования этого инцидента и поиска убийцы сюда был вызван хорошо известный всем детектив — Мурлок Холмс. В игре 10 гостей-подозреваемых предстали в виде 10 легендарных существ, по одному для каждого класса, а Принц Ренатал и Мурлок Холмс — нейтральными легендарными существами со своей специфической механикой.
Нововведения
- Новая механика и ключевое слово — «Насыщение». После того, как погибает указанное на карте с «Насыщением» количество существ игрока, она превращается в более мощную версию самой себя, подобно механике «Порча» из дополнения 2020 года «Ярмарка безумия». Ключевое слово при этом меняется с «Насыщения» на «Насыщенность». Есть карты, которые насыщаются только от существ определённого типа, а также карта "Сир Денатрий" может насыщаться неограниченное количество раз.
- Новый тип карты — «Область». После разыгрывания карты типа «Область», она, подобно существам в «Спячке», занимает место на столе, её можно уничтожить только специальными картами, у неё нет атаки и здоровья, но есть прочность, как у оружия — это количество раз, которое можно использовать эффект «Области». При использовании эффекта «Области» мана не тратится, а после использования «Область» перезаряжается и не доступна на один следующий ход, но первый раз использовать эффект «Области» можно сразу же после разыгрывания её из руки. «Область» исчезает со стола, когда потеряет всю свою прочность. Каждому классу в игре было добавлено по одной карте типа «Область».
- «Подозрительные» существа. Это существа, которые раскапывают другую карту определённого типа, а на следующий ход противник пытается угадать из трёх вариантов эту карту и в случае правильного выбора получает уже себе в руку её копию.
- Заклинания «Реликвии» для класса «Охотник на демонов». После разыгрывания любого заклинания «Реликвии» мощность следующих «Реликвий» увеличивается, подобно механике «Нефритовый голем» из дополнения 2016 года «Злачный город Прибамбасск».
- Изначальное увеличение количества карт в колоде и запаса здоровья героя. Была добавлена одна карта, которая на 10 увеличивает число карт в колоде и стартовый запас здоровья героя, если просто положить её в колоду, подобно механике «Начало матча» из дополнения 2018 года «Ведьмин лес». Дополнительные единицы здоровья часто помогают успешнее справляться с агрессивными колодами, а дополнительные слоты для карт позволяют положить в колоду технические и другие полезные карты, которые просто не влезают в обычную колоду[276].

#### Мини-набор «Неисправимые преступники»
Мини-набор был выпущен 27 сентября 2022 года. Его действие происходит в месте под названием Утроба, где живут самые мерзкие и неисправимые души. И вот одна из них, Сильвана, за свои многочисленные преступления предстала перед судом Утробы, которым руководит Тюремщик. В игре оба этих персонажа предстали нейтральными легендарными существами с мощным боевым кличем. Для помощи по арбитражным делам в виде существ были добавлены различные адвокаты, свидетели, судьи и прокуроры, а в виде заклинаний — заклинания «Обвинения», которые убивают существо при определённых условиях. «Неисправимые преступники» стали частью дополнения «Убийство в замке Нафрия» и увеличили количество его карт со 135 до 170 штук. В мини-наборе можно встретить такую знакомую механику «года Гидры», как «Насыщение».

## Путь Артаса
6 декабря 2022 года вместе с выходом в игре в дополнении «Марш Короля-лича» нового класса — «Рыцаря смерти» — были выпущены: этот специальный платный набор из 26 карт нового класса «Путь Артаса», чтобы он не отставал по количеству карт от остальных героев, и бесплатное одиночное приключение «Пролог Рыцаря смерти», пройдя которое игроки получают в свою коллекцию 32 карты класса в его «Основной набор».
Одиночное приключение «Пролог Рыцаря смерти»
Одиночное приключение было выпущено 6 декабря 2022 года вместе со специальным набором «Путь Артаса». Это особый сюжетный пролог, посвящённый новому классу «Рыцарь смерти». Он состоит из четырёх миссий, в которых игрокам предстоит увидеть историю о погружении Артаса Менетила во тьму его собственными глазами и понять, как он стал самым величайшим рыцарем смерти — Королём-личем. По завершении пролога игроки бесплатно получают сам класс и все 32 его карты «Основного набора».

## Марш Короля-лича
| Иноязычные издания | Иноязычные издания |
| Издание            | Оценка             |
| ------------------ | ------------------ |
| IGN                | 8,3 / 10           |
| Gamereactor        | 9 / 10             |
| Spaziogames.it     | 8,5 / 10           |
| 1337.games         | 8,8 / 10           |
| Gameheadline.xyz   | 4,5 / 5            |
| Techpulse.be       | 8 / 10             |
| Thegamesmachine.it | 8,3 / 10           |

Описание и сюжет
Дополнение было выпущено 6 декабря 2022 года. В нём состоялось возвращение Короля-лича, который впервые появлялся в игре в 2017 году в дополнении «Рыцари Ледяного Трона», но теперь армия его рыцарей смерти и нежити пошла уже на штурм эльфийского города Луносвет. Особенность такой армии в том, что с каждой погибшей нежитью она только растёт, но несмотря на это, эльфы крови, черпающие силы из знаменитого Солнечного колодца, который стал первым нейтральным заклинанием в Hearthstone, пытаются отбить эти атаки. Король-лич возглавил появившийся в игре новый класс «Рыцарь смерти», поэтому общее количество карт в этом и последующих дополнениях увеличилось с привычных 135 до 145 штук. Игрокам предлагается присоединиться к этим ордам нежити или же встать на сторону эльфов крови.
Нововведения
- Новый класс — «Рыцарь смерти». «Рыцарь смерти» стал уже 11 классом в игре. Школы его заклинаний — «Лёд» и «Тьма», тип существ — «Нежить», а «сила героя» — «Рывок вурдалака» — стоит 2 единицы маны, призывает вурдалака 1/1 с «Рывком», который является существом нового типа «Нежить» и погибает в конце хода. Чтобы новый класс не отставал по количеству карт от остальных, вместе с «Маршем Короля-лича» был выпущен специальный набор из 26 карт «Путь Артаса», а в «Основной набор» «Рыцарю смерти» были добавлены 32 карты. Для нового класса также были введены новые механики: «Трупы» и «Руны».
- Новая механика для класса «Рыцарь смерти» — «Трупы». Внизу возле показателя маны у «Рыцаря смерти» есть счётчик трупов, который увеличивается на один, когда погибает дружественное существо игрока. Это похоже на свойство «Насыщение» из дополнения 2022 года «Убийство в замке Нафрия», где также от умерших дружественных существ усиливаются карты в руке. Давать «Трупы», по одному или по несколько, могут различные новые карты дополнения; одни карты дают «Трупы», а другие затем их расходуют, чтобы активировать свой мощный эффект. Некоторые довольно сильные карты, потратив «Трупы», призывают за каждый из них так называемых «восставших» существ, которые после смерти не оставляют «Трупы»; у таких существ-токенов на карте есть текст «не оставляет трупы». В «Марш Короля-лича» было добавлено несколько карт со старым свойством «Перерождение», впервые появившемся в дополнении 2019 года «Спасители Ульдума» и очень хорошо синергирующем с новой механикой «Трупов» «Рыцаря смерти».
- Особая система построения колод для класса «Рыцарь смерти» — «Руны». Поскольку «Рыцарь смерти» черпает силу из рун, то ещё одной ключевой концепцией, добавленной в дополнении для нового класса, стала система «Рун»». Всего есть 3 руны: красная, синяя и зелёная. При составлении колоды игрок должен выбрать для неё любую комбинацию из трёх рун, и этот выбор определит, какие карты он может положить в свою колоду, а какие нет. На многих картах «Рыцаря смерти», но не на всех, в левом верхнем углу есть три слота для рун, заполненные одной, двумя или тремя рунами, и такие карты можно положить в колоду только в том случае, если количество рун на карте не больше количества соответствующих рун у самой колоды. Чем больше рун требует карта при составлении колоды, тем мощнее её эффект, поэтому не получится составить колоду, в которой имелось бы сразу много сильных карт. Каждая руна служит для сборки колод разного типа и стиля игры:
  - Красная руна — «руна Крови». Это защитная руна, визуально имеет форму красного ромба, специализируется на контроле стола и управлении запасом здоровья.
  - Синяя руна — «руна Льда». Визуально имеет форму синего круга, сосредоточена на заморозке, уроне от заклинаний и махинациях с маной.
  - Зелёная руна — «руна Нечестивости». Визуально имеет форму зелёного квадрата, предназначена для призыва большого количества «нежити» и других липких существ, поэтому эффективно накапливает и использует «Трупы»[16].
- Новый тип существ — «Нежить». Поскольку армия Короля-лича просто кишит всяческой нежитью, то именно их и выделили в отдельный тип существ. Было добавлено большое количество «нежити» как среди нейтральных существ, так и среди существ некоторых классов. У многих таких карт для выполнения того или иного эффекта часто встречается условие: «если ваша нежить погибала после вашего прошлого хода». Подверглись изменениям и стали «нежитью» и многие старые существа из других дополнений.
- Новая механика и ключевое слово — «Жажда маны (X)». Сила карты с таким свойством возрастает после получения игроком определённого количества маны, где «X» означает тот самый порог, которого ему надо достичь, по аналогии с уже существующими в игре «Ранговыми» заклинаниями из дополнения 2021 года «Закалённые степями», которые усиливаются при достижении 5 и 10 кристаллов маны.
- «Двухтиповые» существа. Некоторые существа в дополнении являются существами сразу двух типов, например «Нежить-Зверь», памятуя о том, кем был персонаж при жизни. Подверглись изменениям и стали «двухтиповыми» и многие старые существа из других дополнений.
- Заклинания «Отвары» для класса «Разбойник». «Отвары» можно получить только из других карт «Разбойника» в ходе игры. Сгенерированный отвар стоит 3 маны и обладает одним из пяти полезных эффектов. Как только 2 отвара, в том числе и одинаковые, попадают в руку, они объединяют свои эффекты и становятся «Смесью из отваров», которая стоит по мане столько же, сколько один обычный отвар. «Смесь из отваров» больше уже не смешивается ни с какими другими отварами[285].

#### Мини-набор «Возвращение в Наксрамас»
Мини-набор был выпущен 14 февраля 2023 года. Поскольку в дополнении «Марш Короля-лича» появился новый класс «Рыцарь смерти», то общее количество карт в этом и последующих мини-наборах увеличилось с привычных 35 до 38 штук (4 легендарных, 1 эпическая, 17 редких и 16 обычных). По сюжету к эльфийскому городу Луносвет приблизилась новая угроза — парящий некрополь Наксрамас, который уже появлялся в Hearthstone в самом первом его приключении «Проклятие Наксрамаса». Он полон всяческой нежити и упырей, и, таким образом, противостояние Короля-лича с эльфами крови продолжилось. «Возвращение в Наксрамас» стало частью дополнения «Марш Короля-лича» и увеличило количество его карт со 145 до 183 штук. В мини-наборе можно встретить такие знакомые механики «года Гидры», как «Улов», «Гигант +X», существа типа «Нага», «Насыщение», карты типа «Область», существа типа «Нежить», «Жажда маны (X)», и «Двухтиповые» существа.

## Фестиваль легенд
| Иноязычные издания | Иноязычные издания |
| Издание            | Оценка             |
| ------------------ | ------------------ |
| Gamereactor        | 8 / 10             |
| Spaziogames.it     | 6,6 / 10           |
| 1337.games         | 8 / 10             |
| Thegamesmachine.it | 8 / 10             |
| Fettspielen.de     | 8,5 / 10           |

Описание и сюжет
Дополнение было выпущено 11 апреля 2023 года, вместе с ним начался и новый год в игре — «год Волка», поэтому наборы 2021 года — «года Грифона» — «Закалённые степями», «Сплочённые Штормградом» и «Разделённые Альтераком» планово покинули «Стандартный формат». Действие дополнения разворачивается в огромном каньоне Тысяча Игл, где самый культовый музыкант в мире, ETC, проводит самое масштабное музыкальное соревнование в истории Азерота, собрав величайших музыкантов со всего мира. Каждый из 11 классов представляет на фестивале свой музыкальный жанр, имеет свою известную музыкальную звезду этого жанра и одну его популярную песню. В игре эти музыкальные звёзды предстали в виде легендарных существ, по одному для каждого класса, а их песни — легендарными заклинаниями, также по одному для каждого класса. А музыкант ETC стал нейтральными легендарным существом со своей специфической механикой. Игрокам тоже предлагается настроить свои инструменты, проработать гармонии и сыграть свою любимую песню.
Нововведения
- Новая механика и ключевое слово — «Финал». Эффект карты с этим свойством срабатывает, если на её разыгрывание игрок тратит всю оставшуюся у него ману.
- Новая постоянная механика и ключевое слово для класса «Жрец» — «Сверхисцеление». Эффект карты с таким свойством срабатывает всякий раз, когда при исцелении существа оно исцеляется с избытком относительно своего максимального здоровья, подобно уже существующей механике «Сверхурон» из дополнения 2018 года «Растахановы игрища». На поле боя существа со свойством «Сверхисцеление» имеют внизу специальный значок в виде молнии, и они не обязательно должны быть повреждены: «Сверхисцеление» срабатывает даже при полном здоровье. Несколько карт из «Вольного формата» были переделаны под новую механику «Сверхисцеления» и отправлены в «Основной набор». С этого момента «Сверхисцеление» становится постоянной ключевой механикой класса «Жрец», оно делает исцеление более полезным и гибким.
- «Инструментальное» оружие. Большинство таких оружий обладают «Предсмертным хрипом», эффект которого можно многократно улучшать во время игры, выполняя определённые условия; остальные оружия имеют другие полезные эффекты. Каждому классу в игре было добавлено по одному такому «Инструментальному» оружию.
- «Гармоничные» заклинания. Такие заклинания обладают двумя различными эффектами, на которых присутствуют разные числа, и эти числа меняются местами каждый ход игрока, усиливая один эффект и ослабляя другой. Название заклинаний при этом также меняется с «гармонического» на «диссонансное» и обратно. Это похоже на механику «карт с изменяющимися в руке характеристиками» из дополнения 2018 года «Ведьмин лес», где меняются местами атака и здоровье существа.
- Существа «Солисты». Это существа, эффект которых срабатывает, если у игрока нет других существ на столе.
- Группа карт в другой карте. Была добавлена карта, внутрь которой игрок при составлении колоды может положить 3 другие карты, а во время игры он может «раскопать» одну из этих карт и получить её себе в руку[292].

#### Мини-набор «Аудиопокалипсис»
Мини-набор был выпущен 31 мая 2023 года. По сюжету фестиваль легенд продолжается, но местные таурены из клана Зловещего Тотема сыты по горло этой музыкой и хотят избавиться от громких инструментов и участников соревнования, чтобы это мероприятие больше никогда не повторилось. А главный музыкант, ETC, собирает новую команду, чтобы отразить эту атаку. В игру были добавлены карты «Каверы», эффект которых меняется случайным образом на один из четырёх возможных каждый ход игрока. «Аудиопокалипсис» стал частью дополнения «Фестиваль легенд» и увеличил количество его карт со 145 до 183 штук. В мини-наборе можно встретить такие знакомые механики «года Волка», как «Финал» и «Сверхисцеление».

## Титаны
| Иноязычные издания | Иноязычные издания |
| Издание            | Оценка             |
| ------------------ | ------------------ |
| Gamereactor        | 8 / 10             |
| 1337.games         | 8 / 10             |
| Gameheadline.xyz   | 4 / 5              |
| Techpulse.be       | 8 / 10             |
| 3rd-strike.com     | 8,2 / 10           |

Описание и сюжет
Дополнение было выпущено 1 августа 2023 года. Его действие происходит в Азероте в далёком прошлом, до того, как жизнь населила его. Здесь на своей базе в Ульдуаре собрались титаны —  технологические боги с металлической кожей, создающие миры и наводящие в них порядок. Они подготовили планету к новой жизни и создали могущественных хранителей, которых наделили частью своей небесной мощи. Хранители следили за планетой, развивали и защищали зарождающуюся на ней жизнь; они сформировали множество примитивных рас и наделили уже их некоторой силой, чтобы они могли поддерживать целостность своего мира. После зарождения жизни жители Азерота начали поклоняться этим хранителям, как богам, и о них было написано много мифов и легенд. В игре каждый класс получил по одному титану и по одному хранителю в виде легендарных существ. Примитивные расы предстали в виде самых разнообразных существ, а поскольку титаны также принесли в Азерот передовые технологии, то в игре снова появились уже знакомые существа типа «Механизм» и их свойство «Магнетизм». Игрокам предлагается подержать в своих руках всю эту мощь титанов и результаты их творений.
Нововведения
- Новая механика и ключевое слово — «Титан». «Титаны» — это существа с тремя активируемыми одноразовыми способностями, которые можно использовать вместо обычной атаки «Титана», включая ход, когда игрок разыграл его. Каждый ход можно использовать одну из трёх способностей «Титана», если только он не получил от других карт свойств, позволяющих ему атаковать несколько раз за ход. После того, как способность использована, её нельзя выбрать снова, а когда будут израсходованы все три способности «Титана», он со следующего хода начнёт атаковать уже не своими способностями, а как обычное существо. На поле боя «Титаны» имеют внизу специальный значок в виде 3 круглешков со способностями.
- Новая механика и ключевое слово — «Ковка». Карту с этим свойством можно за 2 единицы маны перетащить на колоду, и тогда эффект карты усилится, и она вернётся обратно в руку; ключевое слово при этом меняется с «Ковки» на «Эффект ковки». На таких картах в левом верхнем углу есть специальный значок наковальни[299].